# 美國奴隸制度

1789–1861年间废止或承认奴隶制的州郡。

美国奴隶制度是美国在18世纪至19世纪合法的奴隶制度。奴隶制起源于不列颠对北美殖民早期，并在1776年《独立宣言》中被十三个殖民地承认。当美国建国时，虽然自由的有色人种已经存在，但是奴隶大多数是非洲后裔，显示种族在体制和遗产上起了决定性的因素。在独立战争后，废奴主义法律和情绪逐渐在北方各州中散布，但在1800年起棉花工业的快速发展使得南方各州与奴隶制强烈地联系在一起，並且试图将奴隶制扩散到新开辟的西方领域。國内對奴隸制度的觀點，則延梅森-迪克森线成极端的分化，并分裂了马里兰州（蓄奴）和宾夕法尼亚州（解放）。
虽然国际贩奴在1808年就已被禁止，但美国国内的贩奴依然持续存在，往后奴隶人口在解放前达到顶峰的400万人之多。当西部地区被开拓时，南方各州认为他们应该平衡蓄奴州和自由州的数量，以便在国会中形成权利制衡；新地区来自英国、法国殖民地以及墨西哥，成为政治博弈的主要对象。到了1850年，南方新兴的棉花暴发户威胁到要退出合众国，局势开始紧张。而教会迫于压力为是否支持奴隶制的立场辩护时，浸信会和卫理公会都开始出现内部分裂。当亚伯拉罕·林肯赢得1860年总统选举之后称不会开辟新蓄奴州时，南方终于退出合众国，自行组织美利堅聯盟國（即邦联国），这标志着美国内战的爆发，并对南方生活造成了重大影响，许多奴隶要么逃走，要么被联邦军队解放；最终这场战争由北方获胜并结束了奴隶制度，随后在1865年12月颁布《宪法第十三号修正案》，正式在全美废除了奴隶制度。

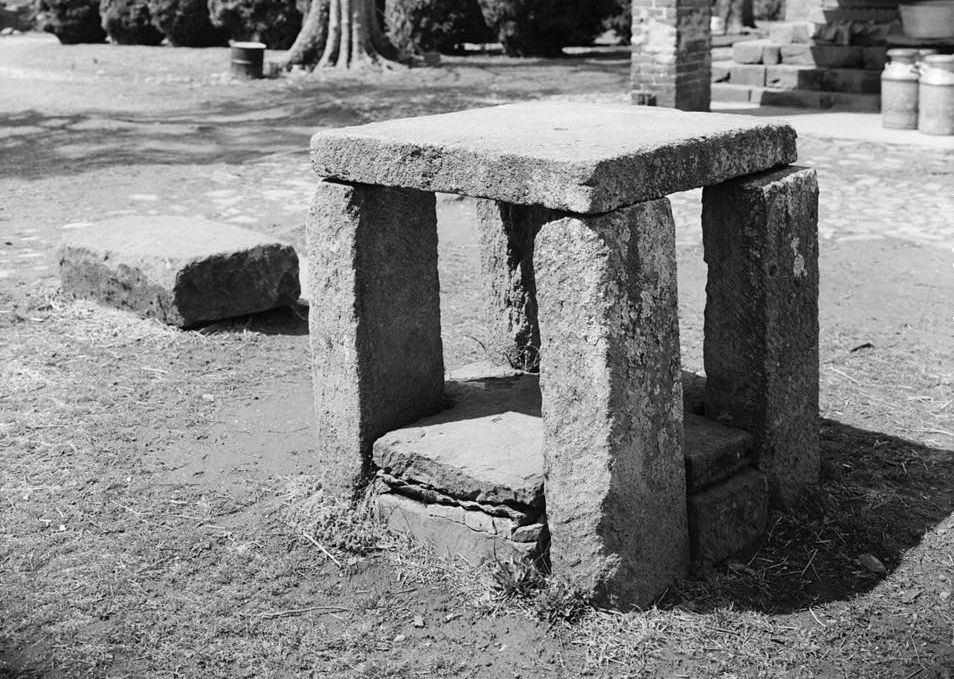
奴隶拍卖台，弗吉尼亚坎布尔郡绿丘种植园。

## 殖民时代
在切萨皮克湾定居点成立的早年，吸引并留住劳工十分困难，而且死亡率颇高。大多数来自不列颠的劳工是契约劳工，他们签署契约来支付旅程、给养和培训，并在目的地农场工作，这是由于殖民地主要从事农业。这些契约劳工常是年轻人，希望成为永久居民。部份雇主对他们像自己的家人，部份则给予最低待遇。有时，罪犯也会当做契约劳工送往殖民地，而不是关进监狱。十八世纪时，很多苏格兰-爱尔兰人、爱尔兰人、德国人前往殖民地。契约劳工不是奴隶。种植园主发现最大的问题在于当劳工多年后终于成为技能丰富，颇有价值的工人时，他们便离开了。不但如此，十七到十八世纪英国经济改善，意味着更少的工人乐意去殖民地。历史学家估算在十七到十八世纪从英国前往北美的移民中超过半数都是契约劳工。在南方，契约劳工的数目占移民比例尤其高。
| 目的地                   | 比例  |
| ------------------------ | ----- |
| 葡萄牙属美洲             | 38.5% |
| 不列颠属美洲（北美除外） | 18.4% |
| 西班牙帝国               | 17.5% |
| 法属美洲                 | 13.6% |
| 不列颠北美               | 6.5%  |
| 英属美洲                 | 3.3%  |
| 荷兰西印度               | 2.0%  |
| 丹麦西印度               | 0.3%  |

1619年，第一批非洲奴隶约有19人到达靠近英国殖民地詹姆斯镇附近的海岸，他们是丹麦商贩从西班牙奴隶船上抓捕得来的。在奴隶登船前，西班牙人常常给他们施洗。由于英国法律认为受洗者不算为奴隶，这些非州黑人被当做契约劳工，与将近1,000名英国契约劳工一道劳动。在额定期限满足时，他们被给予自由。历史学家伊拉·柏林注意到“包租一代”有时是由混血人种构成，常为契约劳工，祖先可能是非裔或是伊比利亚裔。他们的母系是非裔妇女，父系是在非洲港口做商贩或贩奴的葡萄牙、西班牙男子。例如，安东尼·约翰逊就是个契约劳工，1621来到殖民地，很多非裔劳工获得自由，得到财产。非洲黑人从契约劳工降至奴隶身份，失去自由的过程是渐变的。在弗吉尼亚早期历史上没有涉及奴隶制的法规。但是，在1640年，当约翰·彭琦试图逃避契约时，弗吉尼亚法院将他判为奴役。有两个白人逃逸后只被判处追加劳动时间，并为殖民地服务三年。
| 日期      | 数量    |
| --------- | ------- |
| 1620–1700 | 21,000  |
| 1701–1760 | 189,000 |
| 1761–1770 | 63,000  |
| 1771–1790 | 56,000  |
| 1791–1800 | 79,000  |
| 1801–1810 | 124,000 |
| 1810–1865 | 51,000  |
| 总计      | 597,000 |

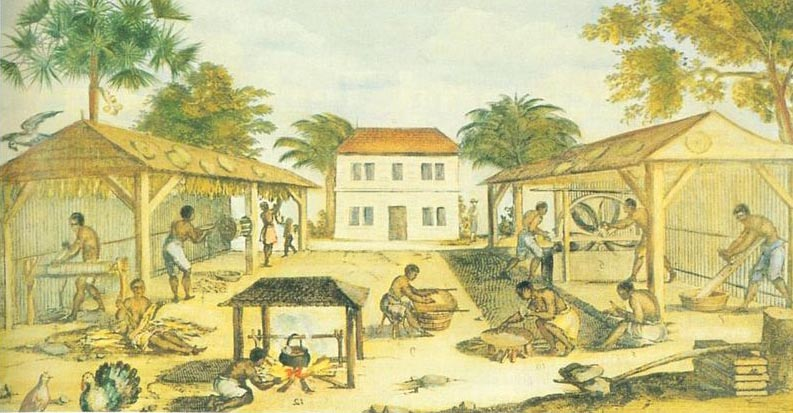
奴隶正在处理烟草，十七世纪弗吉尼亚

1654年，黑人契约劳工约翰·凯瑟成为民事案件中第一个被认定为奴隶的人。他向官方举报自己的雇主安东尼·约翰逊称后者在契约期满时依然不放他走。邻居罗伯特·帕克告诉约翰逊如果不放凯瑟走的话，自己就出庭作证；根据当地法律，如果约翰逊输掉官司，就可能他失去土地。在逼迫下，约翰逊释放了凯瑟，后者则与帕克签订了七年的契约合同。约翰逊感到被骗，指控帕克，要夺回凯瑟。北安普敦郡法庭判决约翰逊胜诉，认定帕克非法占有凯瑟，他的主人合法地“终身”将其占有。
由于非裔生来并非英国臣民，他们通常被英国习惯法认为是外来人种。1656年，一名叫伊丽莎白·凯·格林斯蒂德的混血妇女向弗吉尼亚法院上诉，通过举证自己是英国自由人托马斯·凯的女儿，成功赢得自己和儿子的自由。她同时也是受过洗的基督徒。她的律师、儿子的父亲也是英国臣民，这也帮助了案件的审理。

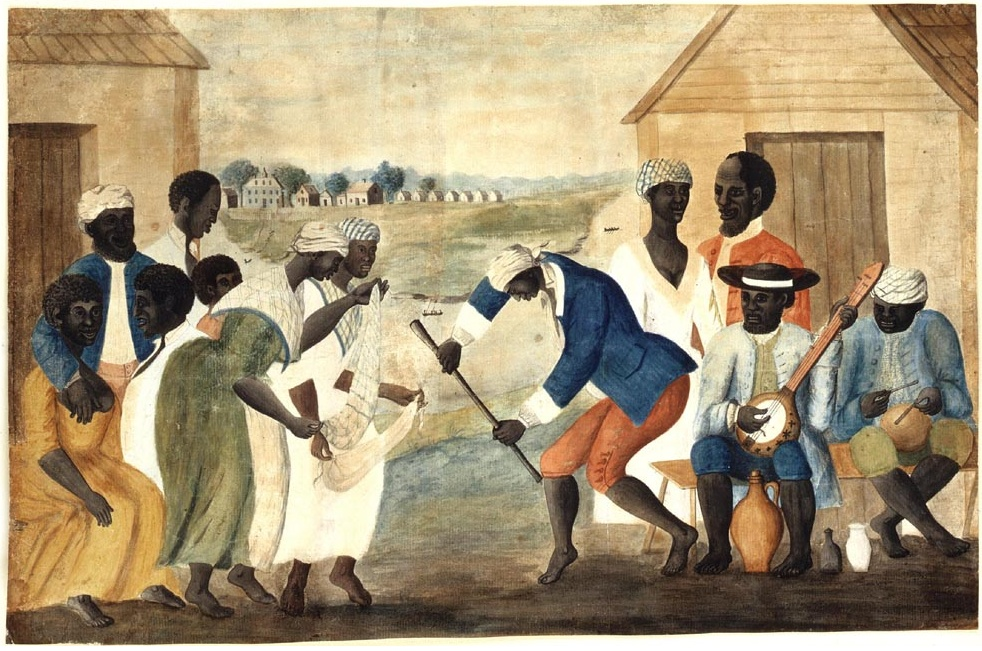
南卡罗来纳种植园中的奴隶(《老种植园》, c. 1790)

在伊丽莎白·凯和类似案件后，弗吉尼亚州于1662年颁布法律，采取了奴隸隨母 的政策，即母亲为奴的，无论父亲身份如何，孩子也为奴。这是对习惯法的叛逆，因为习惯法认定孩子继承父亲的身份地位。这改变了奴隶主和女奴之间的权力关系，使得自由白人男子无需为混血儿们负责，并在一定程度上对混血儿和异族通婚的公开丑闻有所限制。
弗吉尼亚1705年奴隶法进一步将奴隶定义为来自非天主教国家的人，以及被其他美洲原住民卖给殖民者或被欧洲人扫荡得来的美洲原住民。这為奴役非基督徒外来人口提供了法律依据。

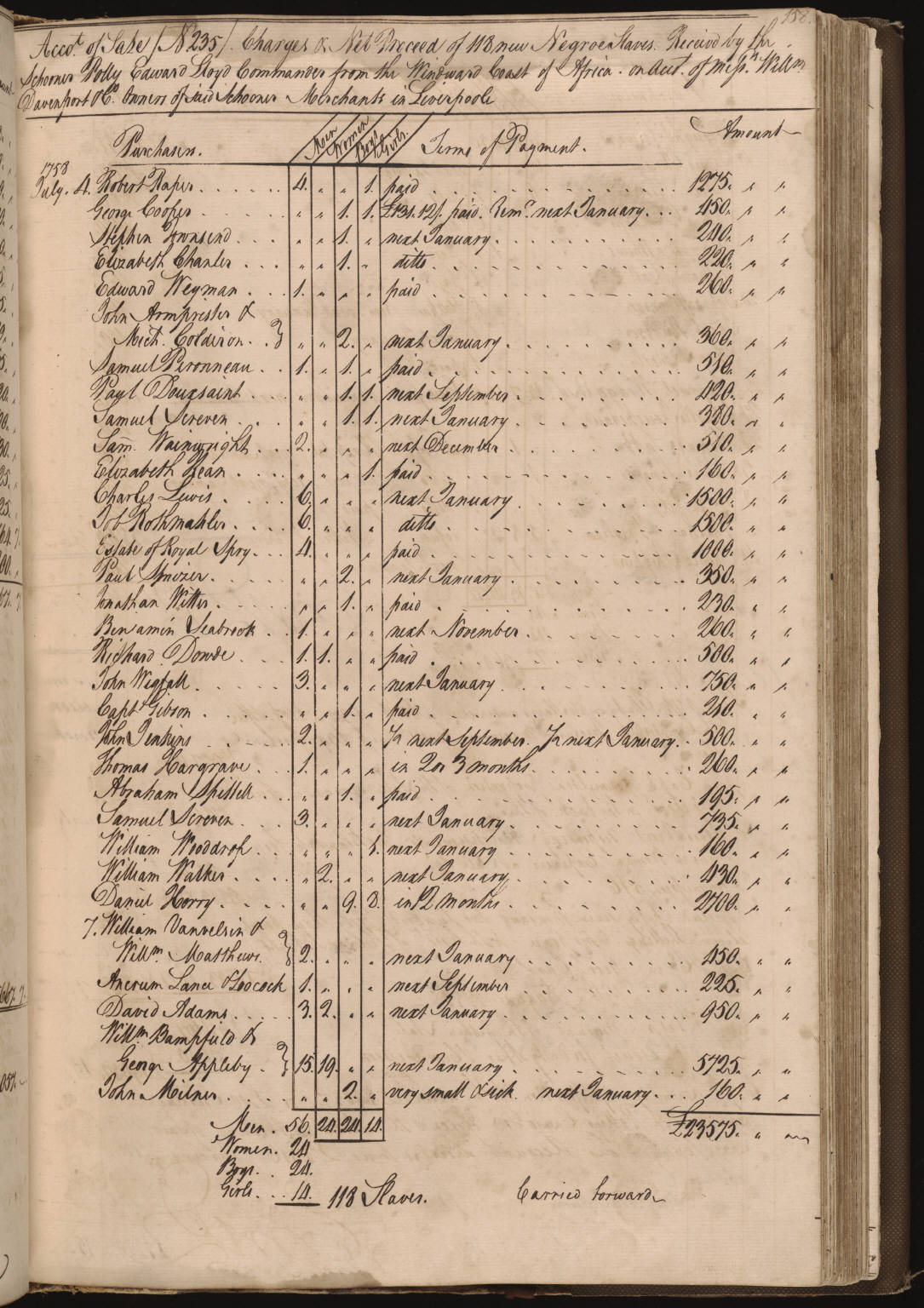
贩卖118名奴隶的账本，南卡罗来纳查尔斯顿，c. 1754

1735年，佐治亚董事会颁布法律，禁止在新殖民地蓄奴，在1733年就已经鼓励让“有价值的穷人”和被迫害的欧洲新教徒能争取新生。奴隶制在其它十二个英属殖民地都是合法的，临近的南卡罗来纳州的特色是大量蓄奴。佐治亚董事会想要消除奴隶起义的后患，使得佐治亚可以更好地防御南部的西班牙，后者为潜逃的奴隶给予自由。詹姆斯·爱德华·奥格尔索普是殖民地背后的驱动力，是唯一常住佐治亚的董事。他同时用道德和实用的观点来反对奴隶制，为废奴主义积极辩护，驳斥疯狂的卡罗来纳奴隶贩子和地产投机者。
苏格兰高地新教徒定居在佐治亚达里恩，他们在1739年“新因弗内斯居民请愿书”中加入了废奴道义辩词，在当时实属罕见。到了1750年，佐治亚在全州认可奴隶制，这是由于英国在十八世纪早期经济好转，契约劳工人数不足所致。
在绝大多数英国殖民时期，奴隶存在于所有殖民地。北方的奴隶主要从事家仆、工匠、劳工、手艺人，很多人居住在城市里。南方则依靠农业经济，奴隶数量和比重明显大得多，这是经济作物是劳动密集型所致。早期，南方奴隶主要从事农业，在农场或种植园上种植靛蓝、大米、烟草；在十八世纪九十年代后棉花成了主要农作物。轧棉机的发明使得短纤维棉花大量种植，导致南方腹地成为棉花王国。烟草和大米是个劳动密集型产业。南卡罗来纳在1720年约有65%的人口是奴隶。种植园主(历史学家定义为拥有20名奴隶以上的人)用奴隶来种植经济作物。他们也在大农场或南方城市里做手工业。未开垦地区主要是农民，十八世纪后的大批定居者，前往 阿帕拉契亚山脉或偏远地区，他们很少拥有奴隶。
部份英属殖民地担心新进口的非裔会暴动，试图废止国际贩奴贸易。涉及此类内容的弗吉尼亚法案被英国枢密院否决。罗德岛在1774年禁止进口奴隶。到了1786年，除佐治亚以外的所有殖民地都禁止或限制从非洲进口奴隶。佐治亚在1798年采取了类似行动，但是部份法案之后被否决。
总计有约600,000名奴隶被送进十三个殖民地，从非洲运往美洲的1200万奴隶中美国占了5%。非洲奴隶绝大多数被送往加勒比海和巴西的蔗园殖民地。由于奴隶寿命较短，不得不持续补充数目。美国奴隶的寿命较长，使得奴隶人口数目开始增长；这导致奴隶人数大幅度膨胀，在1860普查时达到400万人。从1770到1860年，北美奴役人口的自然增长率比欧洲各国都快，几乎是英国的两倍。

## 革命时代

### 不列颠奴隶制
| 送往英属北美和路易斯安那州的 非洲人来源和比例（1700–1820）       | 数量 % |
| ---------------------------------------------------------------- | ------ |
| 非洲中西部（刚果人、北姆邦杜人、南姆邦杜人）                     | 26.1   |
| 比夫拉海湾（伊博族、提卡人、伊比比奥族人、巴米累克人、布比族人） | 24.4   |
| 塞拉利昂（门迪人、滕內人）                                       | 15.8   |
| 塞内冈比亚（曼丁卡族人、富拉尼人、沃洛夫人）                     | 14.5   |
| 黄金海岸（阿坎族、丰族）                                         | 13.1   |
| 迎风海岸（曼丁哥人、克鲁人）                                     | 5.2    |
| 贝宁湾（约鲁巴人、埃维人、丰族人、阿拉达人、马伊人）             | 4.3    |
| 非洲东南（马夸人、马拉加什人）                                   | 1.8    |

大不列颠从来没有承认过奴隶制的合法地位。1772年， 皇家首席法官曼斯菲尔德伯爵的决议使得习惯法中奴隶制无法执行，但是决议无法限制大西洋贩奴贸易，也无法应用在殖民地上。绝大多数奴隶都居住在殖民地上。一系列废奴案例递交给了英国法院。许多逃亡奴隶希望前往英国以获得自由。奴隶相信英国国王乔治三世向着他们，反对奴隶主，导致独立战争前的紧张关系；许多殖民地奴隶主担心反对国王会导致英国刺激奴隶暴动。

### 邓莫尔伯爵公告
1775年早期，弗吉尼亚皇家总督邓莫尔伯爵给达特茅斯伯爵致信，称自己愿意释放奴隶来平息叛乱。1775年11月7日，邓莫尔伯爵发布戒严令《邓莫尔伯爵公告》，称所有效忠皇家、离开奴隶主、加入英国皇家军队的奴隶都会被给予自由。但是皇家奴隶主的奴隶不在其内。起义奴隶主的奴隶约有1500名服从公告；绝大多数人死于疾病，无法参战。只有300名成功抵达英国，获得自由。

## 独立战争与自由
北方诸州在革命年代倾向于废奴。佛蒙特共和国1777宪法废止奴隶制，将年过21岁的男子和年过18岁的女子定为自由人。宾夕法尼亚在1780通过了《废奴渐进法案》，宣布所有儿童在该法案颁布后获得自由。马萨诸塞借助1783年夸克·沃克案件在全州立即废奴。作为对英国为叛逃奴隶提供自由的回应，当英军控制某一区域时，起义奴隶主治下数以千计的奴隶试图加入英军。例如，在南卡罗来纳，将近25,000名奴隶（奴役总人口的30%）逃跑、迁徙或死于战乱。在整个南方，奴隶人数锐减，很多逃逸。奴隶从新英格兰和中大西洋逃逸，参加占领纽约的英军。在战争的最后几个月中，英军从沿海主要城市疏散了20,000名自由人，将超过3,000转移至新斯科舍，其它人送往加勒比群岛和英国。英国人也将保皇派奴隶与这些自由人一道遣送。例如，超过5,000名保皇派奴隶在1782年从萨瓦娜送到牙买加和圣奥古斯都。同样，超过半数的保皇派黑奴离开了查尔斯顿，来到西印度和佛罗里达。
在十八世纪，英国成为世界上最大的奴隶贩子。在革命年代，所有的起义殖民地都禁止或暂停国际贩奴贸易。这是由于殖民地中的经济、政治、道德因素造成的。南卡罗莱纳和佐治亚日后又重新贩奴。

### 美国宪法
美国宪法于1787年完成，包括对奴隶制的讨论。第一条第九款规定“现有任何一州认为应予接纳的人员移居或入境时，国会在1808年以前不得加以禁止；但对入境者可征收每人不超过10美元的税金或关税。”。第五条规定“在1808年前所制定的修正案不得以任何形式影响本宪法第一条第九款之第一、第四两项”。通过阻止联邦在二十年间废奴，第五条成功地将时间拖延至1808，给予美国20年的时间来解决这一问题。在这一时间中，南方下州的种植园主进口了数以万计的奴隶，比之前殖民历史中的任何二十年都多。
为了加以保护奴隶制，代表通过了第四条第二款，即“凡根据一州之法律应在该州服兵役或服劳役者，逃往另一州时，不得根据逃往州的任何法律或规章解除该兵役或劳役，而应依照有权得到劳役或劳动的当事人的要求，将其交出。”
在与弗吉尼亚詹姆斯·麦迪逊的商讨时，第一条第二款规定“各州人口数目指自由人总数加上所有其他人口的3/5”，成为美国官方人口计数，以为众议院指定人选和征税指标。这使得南方诸州在国会长期称霸，影响了国家政治和立法。种植园精英掌控南方国会议员席位和美国总统一职近50年。

## 1790到1850年
当宪法用国会将奴隶制保护到1808年时，战后的前二十年中，南北诸州立法院都积极立法废奴，使得在1810年时美国自由黑人数量和比例大幅上升。很多自由黑人在北方。在南方北部，尽管黑人总人口有所上升，自由黑人占总黑人人口的比例僅从1%提升到10%。在1810年后，轧棉机使得处理短纤维棉花更加容易，种植该作物有利可图，南方腹地开始大量种植棉花，陡然提升对奴隶的需求。虽然政府在1808年前无法废除奴隶进口贸易，但是国会在1794年開始第三次管控，通过《奴隶贸易法案》来限制在港口造船或是贸易。之后的1800年和1803年间，国会通过限制进口投资、限制向废奴州的进口来进一步限制奴隶制。最终的《禁止奴隶进口法案》在1807年通过，在1808年生效。
宪法中对奴隶制的保护增强了南方代表的政治力量，南方经济在全美范围内都有联系。正如历史学家詹姆斯·奥利佛·霍顿（James Oliver Horton）所说，南方奴隶主和经济作物对全美政治和经济都有极大的影响；例如，纽约经济通过运输业和制造业与南方密切相连。到了1822年，棉花占了出口的一半。霍顿称：
自从乔治·华盛顿到亚伯拉罕·林肯当选总统的72年间，當中有50年是奴隶主擔任美国总统，整个期间里，競逐连任的总统無一不是奴隶主。

### 北方废奴
美国独立战争前后的1777-1804年间，废奴法案從俄亥俄河延續至梅森-迪克森线以北的所有州。到了1810年，北方75%的非裔美国人都获得了自由。到了1840年，北方几乎所有非裔美国人都获得了自由。佛蒙特洲1777年的宪法禁止了奴隶制。在马萨诸塞州，1783年夸克·沃克在法院为自己的自由申诉，成功挑战了奴隶制，使得麻省在1785年将人人平等写入州宪法。在北方，获释奴隶依然处于种族隔离的状态，很多州郡又经过了几十年的奋斗才给予他们公民权。
大多数北方州郡通过立法渐进废奴。纽约州最后一位奴隶在1829年得到自由，罗德岛在1840年人口普查时依然有7名奴隶，宾夕法尼亚州最后一名奴隶在1847年得到自由，康乃狄克州直到1848年才完全废奴，而新罕布什尔州和新泽西州直到1865年全美废奴时才完全废奴。
在北方，主要推动组织有宾夕法尼亚废奴会和纽约解放会。北方废奴导致当地自由黑人数量加增，从十八世纪七十年代的几百人加增到1810年的50,000人。
邦联议会1787年的西北土地法令在俄亥俄河西北部废除奴隶制（当地奴隶依然多年存在，但是无法被买卖）。之前托马斯·杰佛逊曾於1784年提出過全美废奴议案，在国会以一票之差未能通过。俄亥俄河以南（和密苏里）則允许蓄奴。
独立战争后，北方人主导了西进运动；在立州时，他们集体投票废奴：俄亥俄在1803年、印第安纳在1816年、伊利诺伊在1818年。北方自由州形成一个连续的地理区域，共享废奴文化。而沿俄亥俄河的南方定居者，例如，州郡南部，如印第安纳、俄亥俄、伊利诺伊都共享南方文化和立场。

### 后独立战争的南方废奴活动
尽管弗吉尼亚、马里兰和德拉维尔是蓄奴州，但是美国独立之后，立法废奴变得更加容易。贵格教会和卫理公会牧师在敦促奴隶主释放奴隶上特别积极。到了1810年，在这些州郡获释奴隶的数量和比例急剧上升。超过半数获释黑人集中在南方北部。南方北部黑人人口中获释黑奴的比例从1792年的1%增长到1810年的10%。德拉维尔州在1810年有将近75%的黑人都获得了自由。
全美在1810年自由黑人人数达186,446人，或全部人口的13.5%。在此之后，获释黑奴人数稀少，这是因为棉花种植园有所发展，南方腹地短纤维棉花需要大量奴隶，刺激了国内贩奴活动的积极性。

### 国内贩奴贸易与强迫移民
对棉花需求的日益增长导致许多种植园主西进，以寻求合适的土地。另外，1793年扎棉机发明後，处理易於在高地生长的短纤维棉花变得更加经济。这种发明是棉花工业的革命，使得棉花单日产量增加了50倍。机器可以有效地应付短纤维棉花，比在低地生长的长纤维棉花更容易存活。结果是南方腹地棉花种植的爆炸性增长，极大地增加了奴隶劳工的需求。解放活动在南方大幅减少了。在1812年战争末期，全美只生产了不到300,000捆棉花。到了1820年，数量增加到600,000捆，到了1850年达到4,000,000捆。
到了1815年，国内贩奴贸易已经成为美国的一大主要经济活动，直到十九世纪六十年代为止。在1830-1840年间，将近250,000名奴隶被送过州界。在十九世纪五十年代，超过193,000名奴隶被运送，历史学家估算将近有100万名奴隶被强制移民，经过了这个新中间通道。到了1860年，美国奴隶人口已经逼近400万人。1860年，在15个蓄奴州的1,515,605自由家庭中，将近有400,000家庭有奴隶(近1/4，或25%)，占全美家庭的8%。
当国内贩奴贸易成为美国奴隶制的一大特色时，个体与家庭和氏族失去了联系。奴隸來自不同的部落，他們很多在美国已经繁衍了多代，很多非裔人已經失去了他们在原生部落的認知。
这种南方腹地的农业经济爆炸导致奴隶被迫大批西进和南进。历史学家估算在1790年到1860年间，约有100万奴隶进入西部或南部。很多奴隶来自马里兰州、弗吉尼亚州和卡罗莱纳州，当地的农业导致对奴隶的需求减少。在1810年以前，主要的目的地是肯塔基州和田纳西州，但是到了1810年后，佐治亚州、阿拉巴马州、密西西比州、路易斯安那州、德克萨斯州成为接受奴隶最多的州郡。肯塔基州和田纳西州开始出口奴隶。
历史学家伊拉·柏林 把这种强迫移民称之为“第二条中间通道”，因为它再现了中间通道（即将奴隶从非洲运往北美的路線）的许多残忍場面。这种大批量奴隶迁徙导致家庭破裂，造成困难与痛苦。历史学家彼得·科尔钦写道：“通过破坏已有家庭，强迫奴隶迁徙到远方，到无人知晓的外地”，这种移民“再现了（或是在较小的尺度上）”大西洋贩奴的“许多恐怖景象。此事成为独立战争和内战之间许多奴隶生活的“中心事件”，对此柏林写道无论奴隶被直接带走，或是唯恐自己和家人将被最终带走，“大批量转移沉重打击了黑人，无论是被奴役者还是自由人。”
在十九世纪三十年代，有将近300,000个奴隶被转移，阿拉巴马和密西西比各接受100,000个。在1810-1860的每个十年间，至少有100,000个奴隶从他们的驻地移走。在内战前的最后十年间，有250,000人被转移。迈克·特德曼在《旁观者和奴隶：老南方的主子、贩子和奴隶》（1989）中写道约有60–70%的跨地区移民是由于贩奴造成的。在1820年间，南方上州的一个孩子有30%的概率在1860年前被买到南方。比起横跨大西洋来说，穿越美国南方的奴隶死亡率要小得多，但是依然比正常死亡率要高。

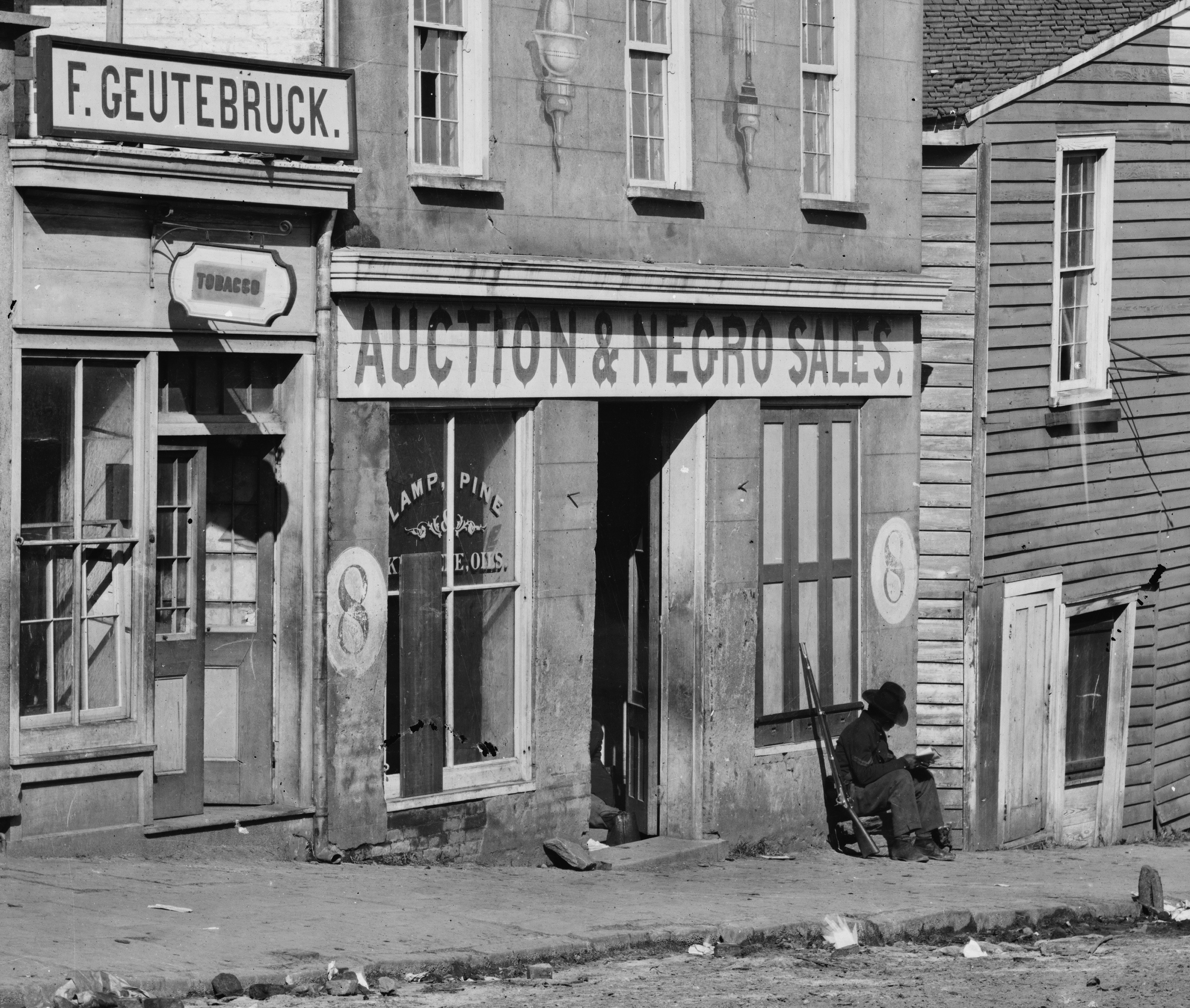
佐治亚州亚特兰大贩奴贸易，1864年

贩子将2/3的奴隶送往西部。只有少部分人与家人、主人同行。奴隶贩子对购买和转送家属毫不关心；在早年间，种植园主只想要壮年男奴来做苦役。之后，为了“自我生产劳动力”，种植园主开始均等购买男奴和女奴。柏林写道：
除了种植园本身以外，国内贩奴贸易成为南方最大的产业，並可能是在使用现代交通工具、金融、宣传上最先进的。贩奴贸易业开始生成自己独特的语言，术语有“能手（prime hands）、小伙子（bucks）、繁殖丫头（breeding wenches）、婊子（fancy girls）”都成为常用词。
当需求刺激贩奴价值的加速增长时，跨州贩奴贸易的扩张促进了“沿海萧条州郡的经济复苏”。
部份贩子将他们的“牲口”通过海路运输，从诺福克到新奥尔良是最常见的路线，但是大多数奴隶被迫走陆路。其它奴隶则顺流而下，市场从如路易斯维尔沿俄亥俄河，那切兹沿密西西比河。奴隶贩子建立了日常贩运通途，有一系列贩奴围栏、场地、仓房作为暂住地点。另外，其它商贩为奴隶提供衣服、食物和补给。当跋涉深进时，部份奴隶被卖掉，新的奴隶被买入。柏林总结到：“总之，在贩奴贸易中，从枢纽到地区中心，从刺到圈子，深入了南方社会的方方面面。极少数南方人，无论黑白，能置身于外。”

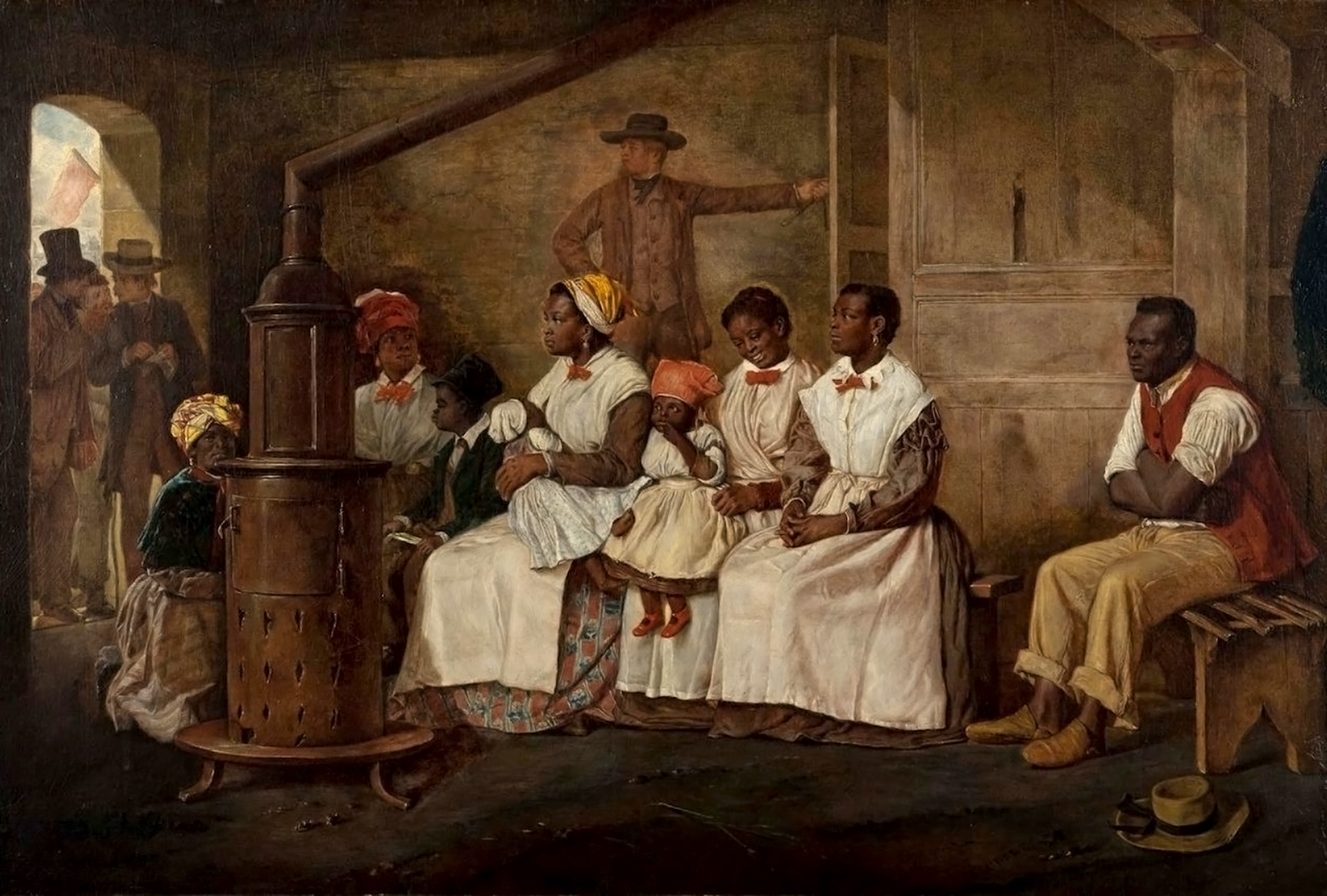
《等待被售卖的奴隶：弗吉尼亚里士满》，根据1853年素描绘制

当旅途结束时，奴隶所面对的边区生活比起南方上州来说极为不同。清理树木、在处女地上种庄稼是极为艰苦的劳动。加上营养不足、水源不好、旅途疲劳、工作繁忙，都极大地消耗了新到奴隶的体力，造成伤亡。为了方便运输和出行，新种植园常处在河边。蚊子和其它环境因素导致疾病散佈，要了许多奴隶的命。他们在之前的驻地才刚学会有限的治疗措施。死亡率很高，以至于在开垦种植园初期，部份种植园主用尽各种办法来租借奴隶，来省自己的人。
边区严酷的环境加重了奴隶的反抗，导致奴隶主和监工不得不依赖暴力镇压。初来乍到的奴隶不认识棉花地，对这种“从日出到日落的班组劳动”不适应。相比在东部种植烟草和谷物时奴隶要辛苦的多。奴隶没有时间来提高自己的生活水平，无法像在东部那样饲养自己的牲畜或种植蔬菜来交换或是食用。
在法属路易斯安那，法国殖民者建立了甘蔗种植园，将糖作为主要的出口经济作物。在1803年路易斯安那并购后，美国人进入该地，加入种植。在1810和1830年间，种植园主从北方买来奴隶，奴隶人数从不到10,000增加到42,000多人。种植园主偏好年轻男子，占总奴隶购买的2/3。种甘蔗比棉花更耗费体力。年轻、未婚的男性奴役劳动力使奴隶主靠暴力来控制，使得过程“极其野蛮”。
新奥尔良成为全美重要的奴隶市场和港口，奴隶通过蒸汽机船从密西西比河上游运送到种植园；在下游的路易斯维尔市场也同样如此。到了1840年，它成为北美最大的奴隶市场。基于贩奴贸易和相关产业来算，它是全美最富有的第四大城市。贸易季节从9月持续到5月，即收获季节之后。

### 待遇
在美国，奴隶的待遇因境遇、时间和地点的不同而不同。待遇基本上是暴虐、贬损、非人性的。鞭打、处死、强奸都是平常事。根据阿达尔韦托·阿吉雷的诉说，从十八世纪九十年代到十九世纪五十年代中间，约有1,161名奴隶被处死。当然，任何情况都有特例；例如，部份奴隶雇佣白人工作，奴隶大夫为上流社会的白人看病，以及出租劳动的奴隶。到了1820年后，出于无法从非洲进口奴隶，部份奴隶主改善了奴隶的生活条件，劝服他们不要逃跑。

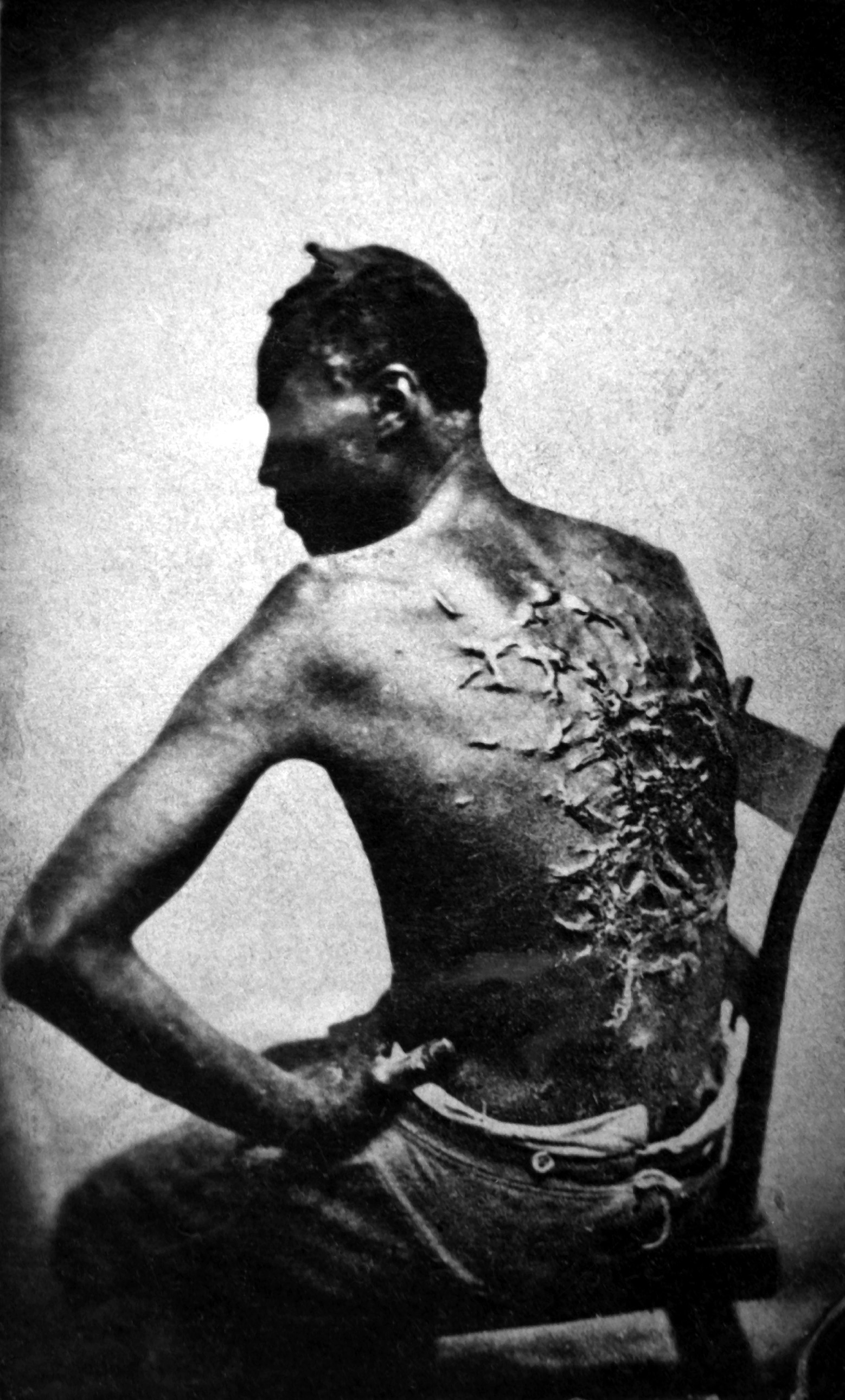
彼得或戈登，被虐的路易斯安那人摄于路易斯安那州巴吞鲁日，1863年；行刑的建工被开除。

殖民地和州郡基本上否决奴隶学习读写的机会，以防止他们获得灵感，逃跑或是起义。部份奴隶从种植园主的孩子那里学到知识，部份从身边的自由劳工那里学习。
对奴隶的医疗照顾则是限制医学知识，医护基本上是由其它奴隶或是奴隶主的家人提供。很多奴隶有些土法来彼此照顾，或是从非洲带回来的治疗办法。他们根据美国当地的草药找到新的解决办法。
部份州郡禁止奴隶的宗教集会，特别是1831年奈特·特纳起义之后。种植园主担心集会可以彼此交流，导致起义。
根据安德鲁·费德的观点，如果奴隶“完全顺服在主人的绝对控制之下时”，奴隶主杀死奴隶会有刑事责任。例如，北卡罗来纳立法院在1791年是定义故意杀死奴隶是刑事犯罪，除非遭遇反抗或是仅仅是给予普通的更正时除外。
奴隶受到的惩罚包括鞭打、镣铐、上吊、殴打、火刑、烙刑、监禁。当奴隶拒绝服从或是故意违抗命令时会给予刑罚，但是奴隶主或监工为了重申自己的绝对掌控时也常常虐待奴隶。在较大的种植园上，待遇通常更加残忍，他们常常被监工虐待。而在较小的蓄奴家庭中，奴隶主和奴隶之间的关系相对较好，可以形成人性化的环境。威廉·威尔士·布朗是名逃跑的奴隶，他称在种植园上，男奴每天必须摘80磅棉花，女奴要摘70磅；如果没有摘够，他们就会受到鞭刑，少一磅抽一鞭。鞭子就放在棉花秤的旁边。
历史学家劳伦斯·M·弗里德曼写道：“十部南方法典将虐待奴隶定义为犯罪。……在路易斯安那1825年民法（art. 192）中，如果主人‘被判残酷虐待’，法官可以责令将被虐待的奴隶出售，应该是卖给更好的奴隶主。”
由于制度的权力关系，美国女奴常受性侵和强奸威胁。很多奴隶反抗性侵，很多在反抗过程中遇害。其它人则留下身心上的伤痕。性侵奴隶特别植根于南方父系文化中，后者将黑人妇女视为财产和牲畜。南方文化强烈反对白人妇女和黑人男子之间的性往来，以保证种族纯净，但是，在十八世纪之前，混血儿已经出现，揭示了白人常常占女奴的便宜。富有的喪妻种植园主常會纳女奴为姬妾，例如约翰·威利斯和他的女婿托马斯·杰佛逊，分別與女奴伊丽莎白·海明斯和她的女儿莎莉·海明斯（杰佛逊續弦妻子的異母姊妹）生育了六名孩子。种植园主之妻玛丽·切斯纳特和范尼·肯布尔都写道了内战前南方的相应问题。有时，种植园主會將自己或親屬與女奴所生的混血儿作为家仆或宠爱的艺人，對他們較一般奴隸好

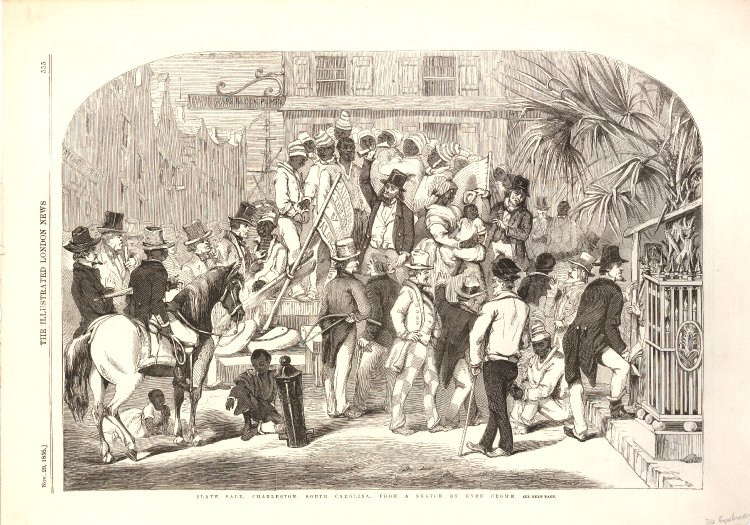
“售卖奴隶”，查尔斯顿，1856年

从现代标准来看，奴隶的生活状况是贫穷的，罗伯特·福格尔辩称在十九世纪上半叶时，所有的劳工，无论是自由的或是被奴役的日子过得都不容易。

### 奴隶法规
为了维护奴隶与主人之间的关系，在法律将奴隶视为财产，制定奴隶法。每个州都有自己的奴隶法，但很多概念都在各州共享。根据奴隶法，教授奴隶读书写字非法，但儿童常常互相教育读写。
虽然奴隶法有很多共同点，每个州都有相应的特色以适应当地的需求。例如，在阿拉巴马，未经书面允许奴隶不得离开主人，奴隶彼此不得有贸易往来。在弗吉尼亚，奴隶不得在离主人一英里的范围内或是集会时公开饮酒。在俄亥俄，获得自由的奴隶不得再度回来。奴隶在蓄奴各州不得拥有武器。
哥伦比亚特区法案将奴隶定义为“人类，依法剥夺他或她的人身自由，是另一个人的财产。”

### 废奴运动
内战一结束，北方诸州得以正式废奴，而许多州包括零星的南方州亦颁布法律禁止奴隶进口以结束大西洋贩奴贸易。
在大不列颠和美国分别在1807和1808年禁止国际贩奴贸易时，不列颠西非舰队开始在1808年镇压奴隶贸易。美国海军开始在1820年增援。1842年签订的韦伯斯特-阿什伯顿将美国与大不列颠的关系正式化，他们共同组建非洲舰队。
在19世纪上半叶，废奴作为一种社会运动在美国越来越有力量；很多废奴社团和支持者都在北方。这些斗争针对南方支持奴隶制的白人展开，后者从被奴役劳工那里获得暴利。奴隶制与全美经济相互缠绕；例如，纽约城的银行业、货运、制造业都与奴隶制大量相连，其它北方诸州也同样如此。
奴隶主开始将奴隶制称为“特色制度”来与其它强迫劳动相区别。他们辩称这种制度较之北方自由劳工来说并不残忍。

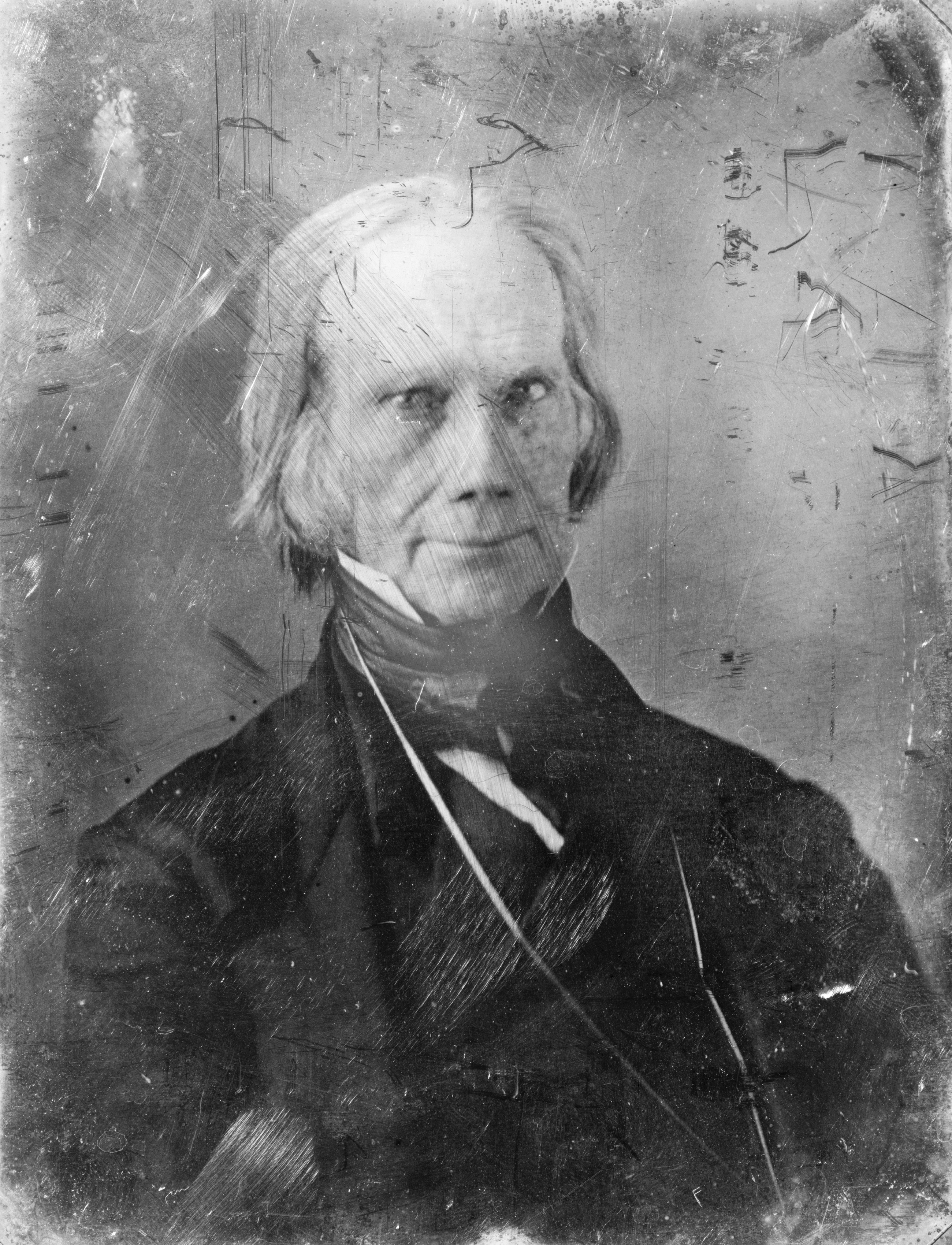
亨利·克莱 (1777–1852)，美国殖民协会的三位创立人之一，将黑人送回非洲获取更多自由，建立利比里亚。

在19世纪早期，大量社会组织出现，将黑人送出美国以便他们重获自由；部份在非洲开辟殖民地，其他人则提倡向外移民。在十九世纪二十到三十年代，美国殖民协会成为将非裔美国人“送回”非洲的主要组织。美国殖民协会主要由贵格会和奴隶主组成，两者对奴隶制持不同意见，但是因在“遣返”问题上达成一致而合作。大多数黑人不愿意被遣返；而是想要在美国获得全部的权利，因为他们在当地出生，已经有多个世代了。
1822年，美国殖民协会建立了利比里亚殖民地。 它将数以千记的前奴隶和自由黑人送出美国。很多白人认为这种选择比在美国废奴要好。亨利·克莱是创始人之一，称黑人面对着
无法战胜的歧视，这是他们的肤色所致，他们不可能与这个国家的白人相融。因此，出于对他们和国内居民的尊重，将他遣返是最好不过的。
奴隶主基本上反对为黑人提供自由，但其中也有人辩称让黑人返回非洲最好不过，认为“遣返回国”可以避免暴动。
1830年后，威廉·劳埃德·加里森将废奴与宗教相关联，认为这是人类的罪。他要求奴隶主悔改，开始废奴。他的立场刺激了一些南方奴隶主，使得他们更加顽固，并指出众多文明中漫长的奴隶史。部份废奴主义者，如约翰·布朗倾向于使用武力来煽动奴隶起义。大多数人呼吁公众支持立法废奴。

### 高需求与走私

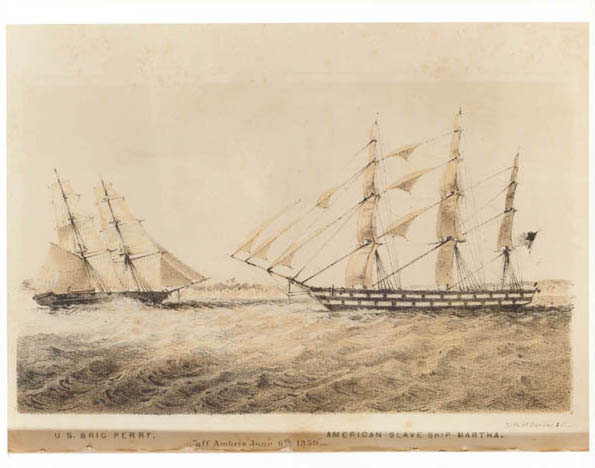
美国海军双桅帆船“佩里号”在安布里什对质贩奴船只“玛莎号”，1850年6月6日

1787年颁布的美国宪法禁止国会在1808年前全面废奴，但是国会依然通过《1794年贩奴法案》和1800年、1803年法案来限制废奴。意识到这项贸易将会结束，从1800年后的8年即1807年12月31日，佐治亚和南卡罗来纳再次准许贩奴，进口了约100,000非裔奴隶。在独立后，许多州郡都颁布了各自的禁运法案。
到了1808年1月1日，当国会进一步禁止奴隶进口时，只有南卡罗来纳依然生意不断。国会对国内贩奴没有加以禁止。国内贩奴是允许的，当南方腹地开始种植棉花和甘蔗时，贩奴利润变得更丰厚。另外，美国公民可以参与国际贩奴贸易或补给船只。美国奴隶制变得越来越趋向于内部贩奴和对奴隶后裔的贩卖。
虽然受到限制，进口奴隶依然持续，不过是规模变小，走私偷渡者将奴隶从海军巡逻队的眼皮下送进南卡罗来纳，进而进入德克萨斯、佛罗里达，两者都在西班牙的控制之下。国会加重了对奴隶进口的相关惩罚，在1820年将其定义为海盗，走私偷渡者被给予重刑，甚至是死刑。此后，“超过10,000名奴隶登陆美国变得不大可能了。”由于市场需求极高，直到内战爆发的前夜走私偷渡奴隶依然存在。

### 1812年战争
在1812年战争中，位于百慕大船坞的不列颠皇家海军封锁舰队司令接到指示，为投诚的美国奴隶提供自由，正如独立战争中国王所做的事情一样。数以千计的奴隶带着家人逃到国王阵营，被编入切萨皮克湾切萨皮克岛的殖民地海军陆战队。
整个大西洋战场都因争取自由为不列颠效力，包括进攻华盛顿特区和路易斯安那战役。700名前海军陆战队员被授予土地。其它很多美国获释奴隶被直接收编，加入西印度军团，获释新组建的不列颠陆军不列颠之后在新斯科舍安顿了数以千记的获释奴隶。
由于大量奴隶为了争取自由，不顾艰难险阻加入不列颠阵营，奴隶主、特别是南方奴隶主“失去了很多财产”。。奴隶主因奴隶“安于现状”而洋洋自得，但是当他们看到奴隶们为了争取自由而拼命时感到极大的震撼。之后，当一些获释奴隶安顿在百慕大时，奴隶主，例如南卡罗来纳的皮尔斯·巴勒特少校试图劝说他们回美国，但是无果而终。
美国对不列颠未能归还奴隶，违反了《根特条约》而抗议。在经过俄国沙皇亚历山大一世调停后，不列颠支付美国$1,204,960作为对华盛顿受损的赔款，并赔偿奴隶主。

### 宗教

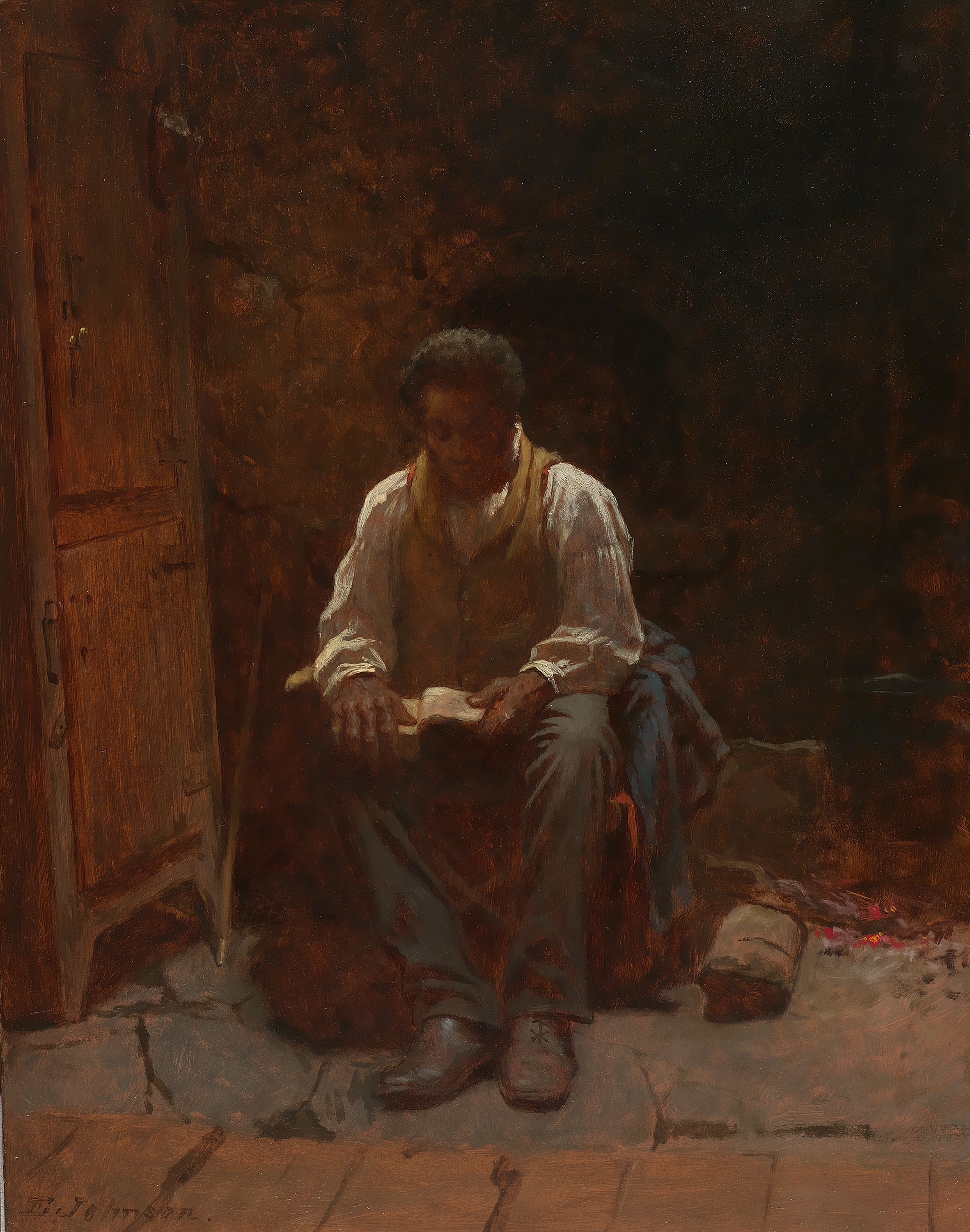
《上帝是我的牧者》，伊士曼·约翰逊1863年绘制

在独立战争前，奴隶主和复兴派向奴隶群体散佈基督教，得到差会的支持。在第一次大覺醒运动中，新英格兰的浸信会和卫理公会反对奴隶制，鼓励主人释放奴隶，向奴隶和自由黑人传教，在新集会中给予他们活动角色。在独立战争前，第一个黑人集会在南方成立。
多年后，随着南方奴隶人数不断增加，浸信会和卫理公会逐渐改变立场以适应形势。在1830年后，南方人呼吁基督教与奴隶制相适应，大量引用新旧两约。
南方奴隶大多参加主人的白人教堂，人数常常比白人会众多。他们常常被要求坐在后排或是后台。他们听着白人牧师讲道，后者强调奴隶安分守己，同时承认奴隶既是财产也是个人。牧师希望奴隶主承担责任，并善待奴隶，改善奴隶生活条件，“公正而良善”对待他们。这包括自控、不要动怒责罚、不要威吓、最终在奴隶中以榜样的方式培养基督教。
奴隶也建立自己的宗教习俗，在主人和牧师的监视外聚会。种植园的奴隶人数在20人左右，有的甚至更多，使得奴隶有机会在晚上集会。这些集会常常只有一个牧者，后者通常缺乏文化素质、神学知识有限，是依靠个人虔诚和能力建立心灵环境。这些秘密集会的持续影响之一是黑人圣歌。

### 奈特·特纳和愚民法案

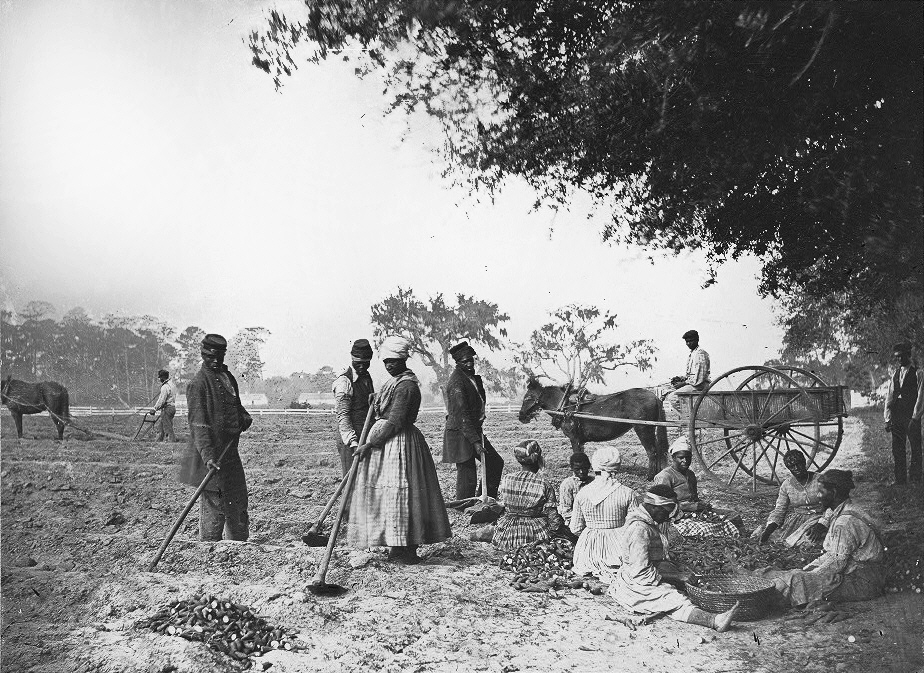
詹姆斯·霍普金斯种植园。种植甘薯。ca. 1862/63

1831年，南安普頓縣爆发奴隶起义，识字奴隶奈特·特纳自称获得灵魂视觉。他组织了奈特·特纳起义或南安普頓暴动。奈特和他的追随者杀死了近60名白人居民，主要是妇女和儿童，以及临近的北卡罗来纳参加宗教活动的男人。最终，特纳被捕，其余17名起义者被民兵镇压。
特纳和他的追随者被处以绞刑，特纳的尸体被剥皮。出于恐惧和报复，民兵杀死了100名无辜的奴隶。种植园主鞭打了上百名无辜的奴隶以平息叛乱。整个南方，残酷的新法案被颁布，限制早已无能为力的奴隶权力。弗吉尼亚新法案禁止自由或被奴役黑人祈祷，禁止黑人拥有武器，禁止任何人教授黑人识字。最典型的是弗吉尼亚《愚民法案》，禁止为奴隶、自由黑人、混血儿提供教育，当奴隶被教育时，老师和学生都会受到严重责罚。

### 经济

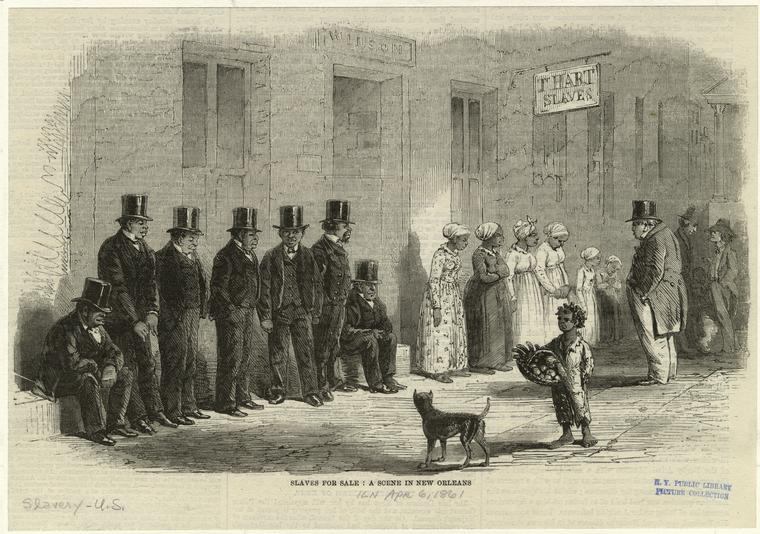
售卖奴隶，新奥尔良

1793年，当伊莱·惠特尼发明扎棉机后，美国大多数奴隶直接从事棉花生产。统计数据显示北方居民中奴隶比例少于10%，但是到了1790年，弗吉尼亚总奴隶人口猛增到了44%。战前美国奴隶制利用身份在奴役上获利。在南方很普遍，因为当地气候使得农业更加盛行。
奴隶制被经济学家和历史学家认为是暴利体系。从契约劳工到奴隶制证明奴隶对农场主获益更大。奴隶和契约劳工的对比价格在战前却有下降。当英国大量需要技工时，契约劳工变得更加昂贵。榆次同时，奴隶可以由美国自行提供，价格相对低廉：没有语言障碍、廉价跨州运输。在内战前的几十年间，美国黑人自然人口大幅度增加。当英美贩奴贸易在1808年被禁后，奴隶人口在1810-1860年间增加了约两倍。
虽然早期学者如尤金·热那亚认为奴隶制是停滞不前、效率低下的体系，不过是依附于农业而苟且偷生。但日后不少经济学家对此表示否认并相信相比其它项目来说奴隶制是个暴利行业，如果不是1860年内战爆发的话，用身份限制人类是不会告终的。就奴隶制收益率最著名的计算是由福格尔和恩格曼得出的，在《十字架上的时间》一书中，他们认为市场上奴隶制的回报在10%左右，这一数字与其它投资类似。

#### 效率

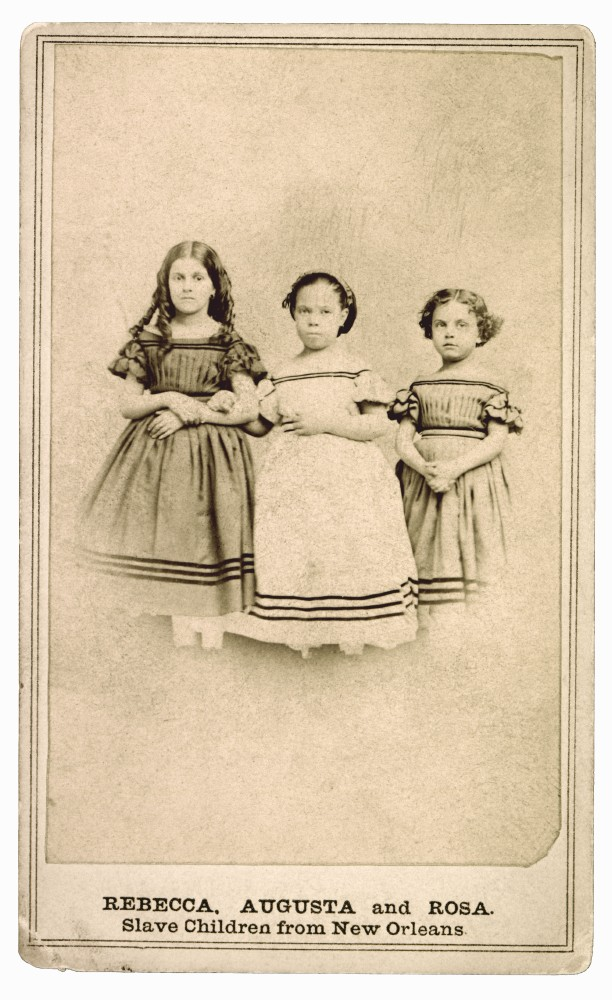
奴隶混血儿的欧洲血统，新奥尔良

就奴隶效率而言，学者意见不一。福格尔和恩格曼在《十字架上的时间》一书中使用了全要素生产率——每种农场单位输入平均产出。据此，奴隶在班组制下劳动使得南方农场比使用自由劳工的北方农场效率高出35%。在班组制中，奴隶在监工的持续监督下协同劳动。每个人像机器的一部分一样工作。如果奴隶被认为怠工的话，就会予以惩罚。然而，福格尔称这种负面强化给的并不多，因为奴隶和自由劳工的生活境遇差不多。该论点备受争议，没有统一意见。

#### 价格
虽然通货膨胀受到控制，但奴隶的价格在内战前的六十年间急剧上升。虽然契约劳工和奴隶的价格相对下降，但是后者由于经济价值高而更加昂贵。棉花大量生产，需要大量使用奴隶。福格尔和恩格曼认为如果内战没有爆发，奴隶价格会继续上升，到1890年可能会提价50%。
价格反应出奴隶的特征——例如性别、年龄、性格、身高都影响定价。在他们一生当中，在青春期前，女奴比男奴更值钱，因为她们可以生更多的奴隶。25岁左右的男奴最值钱，他们的生产力最高，并可以长期劳动。如果奴隶有斗殴或潜逃的记录，价格就会降低。个子高的奴隶价值更高，会被认为更加壮实、能干。
市场情况影响奴隶供求和价格。例如，当1808年英美之间禁止贩奴后，供给下降，奴隶价格更贵。再如，奴隶需求与棉花工业关系重大：在1840年棉花价格走低是走低。最后，对前景的观望也会影响价格。当内战继续时，人們对奴隶制前景持怀疑态度。新奥尔良壮年男奴在1862年卖$1116，在1861年则卖$1381，跌了兩成。

#### 对南方发展的影响
虽然奴隶制在短期内挣得暴利，但就长期经济利益而言看法不一。阿历克西·德·托克维尔注意到“废奴殖民地比蓄奴殖民地变得更加繁华富有 ”。内战前，投资农业是个好项目，加文·莱特承认把钱用在棉花工业上，拖了工商业的后腿。南方的铁路就欠发达。莱特辩称南方农业技术更加发达，是南方比北方经济优越的代表之一。

## 十九世纪五十年代

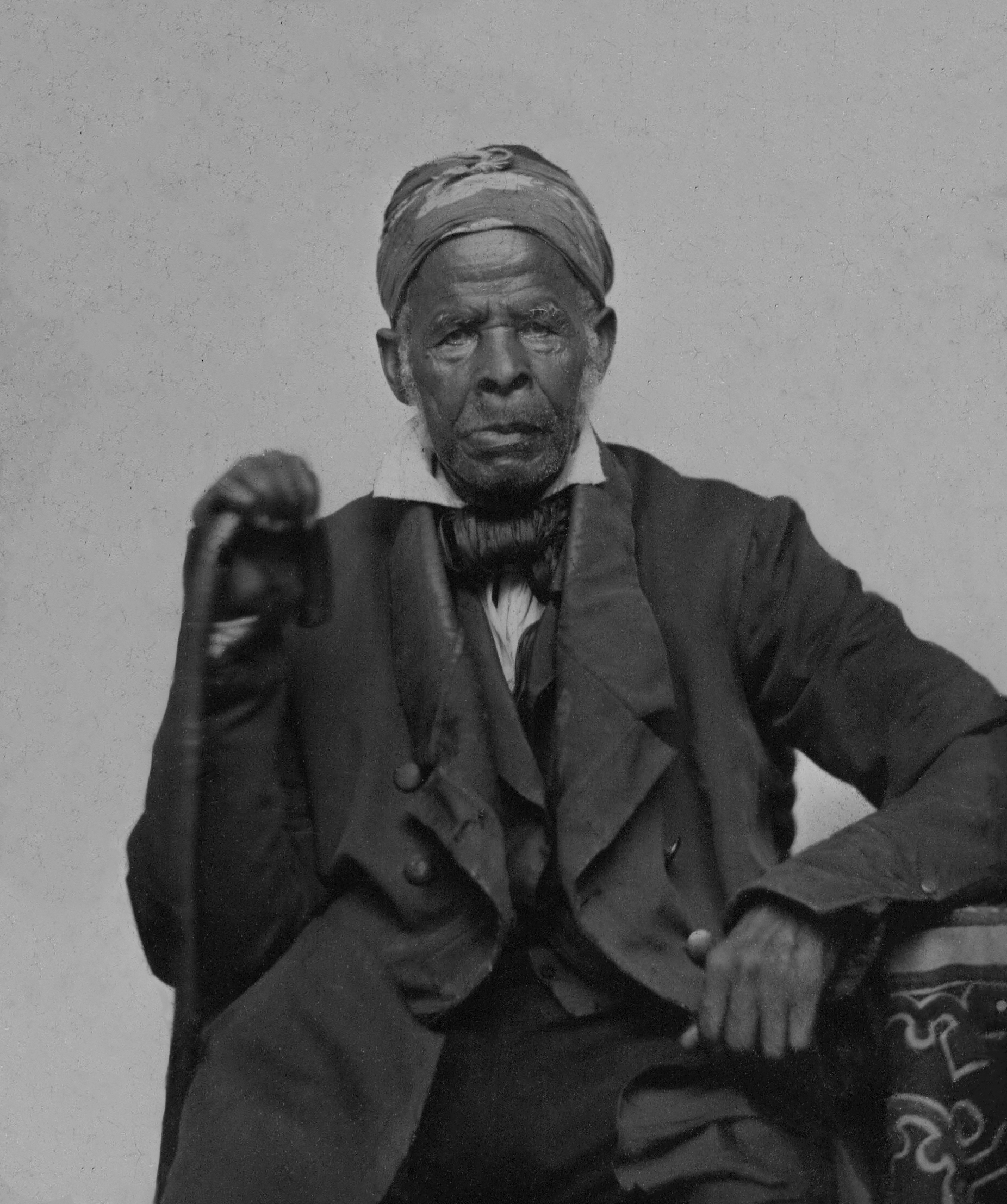
《马里安叔叔》。年长的北卡罗来纳奴隶，银版摄影法，约1850年。

由于美国宪法中的3/5妥协政策，即蓄奴州将奴隶人口折合3/5后计入总人口计算，成为国会代表人数的基础，种植园精英阶级在国会长期处于霸权地位。在1850年，他们推动颁布了更加严格的联邦逃逸奴隶法案。很多奴隶逃离南方，越过俄亥俄河和梅森-迪克森线，经地下通道逃至北方。辛辛那提和奥柏林等北方城镇中的黑人面孔触怒了一些北方白人，但有人帮他们逃离奴隶主，有人帮他们前往加拿大。在1854年之后，共和党指责蓄奴权势，特别是支持奴隶制的民主党，控制了联邦政府三个部分中的两个。
根据1850年协定中的一部分，国会在哥伦比亚特区废除了贩奴贸易（而不是奴隶制的合法性）。

### 堪萨斯内战
当1854年《堪萨斯-内布拉斯卡法案》通过后，堪萨斯领土的州界冲突爆发了，居民必须回答该州加入联邦的身份是蓄奴州还是自由州。废奴主义者约翰·布朗在起义中担当了积极角色，很多白种南方人也积极参加。与此同时，由于担心蓄奴权势会完全控制国家政权，主张废奴的共和党人被推举进入政府。

### 德雷德·斯科特
当德雷德·斯科特和他的妻子哈里特在废奴地区住了一段时间（路易斯安那兼并地区的北部，根据密苏里协定废除奴隶制），兩人在圣路易斯为自己的自由提起诉讼，当时主人已经去世。（之后的两宗案件都用德雷德·斯科特命名）斯科特在1846年为自由上诉，并經過了两轮州级审判，第一次败诉尔后胜诉（据此，他的两位女儿在自由州被非法拘禁）。在二十世纪中，密苏里州在前28年间基本上为此类案件提供自由，但最高法院推翻了判决，称“时候变了”。
当案件递交到最高法院时，最高法院驳回斯科特争取自由的上诉，将美国送上了内战的轨道。法院根据宪法认定，德雷德·斯科特或是其它非裔后裔，无论是自由人或是被奴役者，都不能作为美国公民到联邦法院上诉，宪法没有赋予国会权力来越过密苏里协定。
1857年，判决以7–2 认定奴隶不能因为进入自由州而获释；国会不能在领土上限制奴隶制；进入美国的非洲奴隶及其后裔不能成为公民。州不能限制奴隶主将奴隶带入该州。很多共和党人，包括亚伯拉罕·林肯在内，认为这种决定不公平，是奴隶权势控制最高法院的证明。首席大法官罗伯特·B·托尼写道，这项决议有效地限制奴隶和他们的后裔成为公民。废奴主义者感到愤怒，奴隶主则被怂恿，导致局势紧张。

## 内战与解放

### 1860年总统选举
分歧在1860年总统选举中完全激化。选举分成四份。南方民主党人支持奴隶制，而共和党人谴责它。北方民主党人认为应该民主决策，让当地人自己决定。立宪联邦党称合众国危在旦夕，什么事都可以商量。
共和党人林肯同时获得了普选票和美国选举人团。然而，林肯并没有出现在南方10州的选举人名单上：他的当选沿着分界线撕裂了国家。南方很多奴隶主害怕共和党人的真正意图是砸蓄奴州内废除奴隶制，400万奴隶突然获释会给奴隶主和经济造成巨大麻烦。
他们辩称在新开辟的州郡废奴会扰乱自由州和蓄奴州之间平衡。他们担心这种失衡会导致北方工业占据统治地位，后者倾向于对进口商品征收高关税。这一系列因素导致南方退出合众国，引发内战。北方领导人认为奴隶制是个政治威胁，当南方退出合众国时，他们认为新南方国家，即控制密西西比河与西部的美利坚联盟国，在政治上和军事上都无法接受。

### 内战

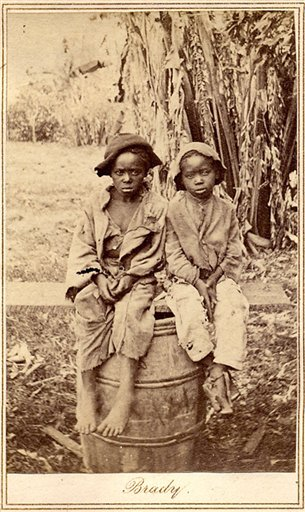
这两个孩子可能会获得解放，约1870年

1861年的美国内战，导致美国传统奴隶制的终结。开戰不久，北军将军、律师本杰明·F·布特勒提议将进入联邦的奴隶列为违禁品。布特勒将军判定不会像战前那样将他们归还给邦联方主人。此言一出，很多奴隶纷纷逃入联邦境内，希望能成为“违禁品”。很多“违禁品”加入了北军，成为工人或是战士，组建美国有色军团。其它人则逃往靠近门罗堡的大违禁品营地，或是逃入北方城市。布特勒将军的解释推动了国会出台《1861年充公条例》，称所有邦联军的财物，包括奴隶在内，都可以被联邦军没收。
在战争开始时，部份联邦司令认为他们应该将奴隶归还给他们的主人。到了1862年，现实表明这是一场持久战，对待奴隶制的态度也明朗了。南方经济和军事依赖奴役劳工，在抵制南方经济、摧毁南方生产力的同时保护奴隶制变得毫无道理。一位国会议员这样说，奴隶制“…不可能中立。作为劳工，或是战士，他们要么是叛军的帮凶，要么是联邦的战友。”这位国会议员和他激进的共和党人向林肯施压，希望解放奴隶，温和的共和党人希望渐进地赎买奴隶。同情南方的北方人、边缘州郡、民主党主战派反对解放，但是他们最终作为总体战的一部分，这是挽救合众国的必然之举。

### 解放宣言

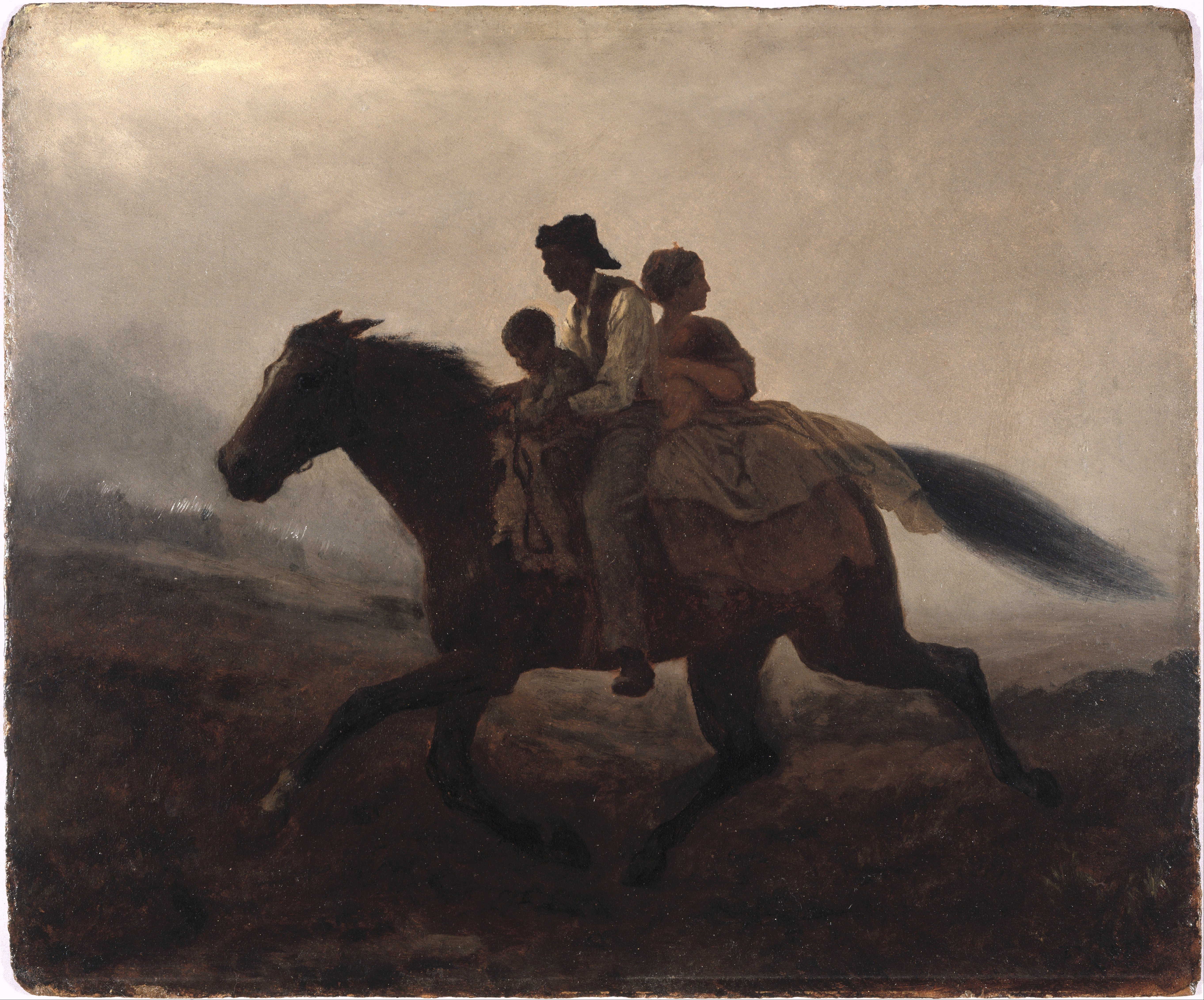
《骑向自由——逃亡的奴隶》ca. 1862，伊士曼·约翰逊(美国，1824-1906).油画布鲁克林博物馆

1861年，林肯对过早解放奴隶表示担忧，害怕失去边境的州郡。他认为“失去肯塔基等于失去了整个游戏。”最初，林肯试图让战争部长史密斯·卡梅伦和将军约翰·C·弗里蒙（在密苏里）和大卫·亨特（在南卡罗莱纳、佐治亚和佛罗里达）来去执行解放任务，以便安抚边境州郡和民主党主战派。

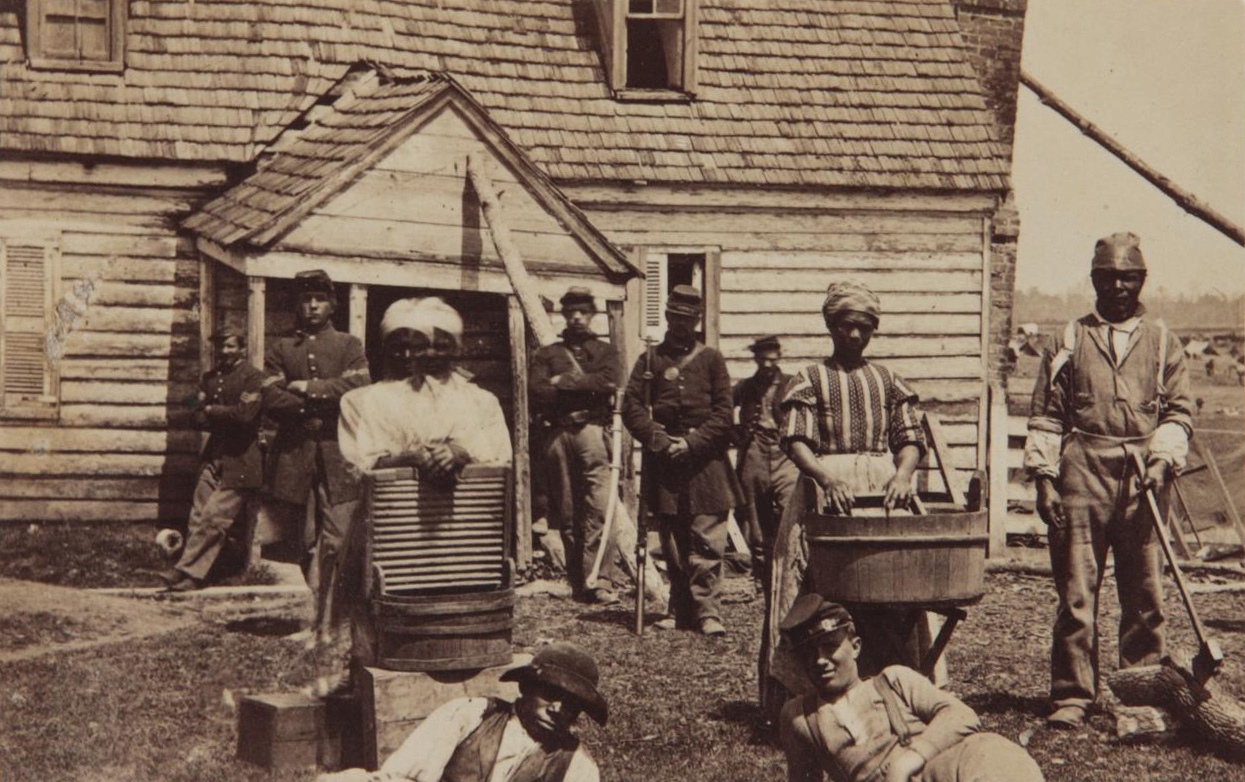
逃亡的奴隶，ca. 1862

1862年7月21日，林肯向内阁成员提及他的解放宣言。国务卿威廉·H·苏厄德告诉林肯等胜利后在进行发表，否则就成了“撤退时的最后惨叫。”1862年9月，安蒂特姆战役为此提供了机会，之后的主战州长会议为宣言提供了更多支持。林肯发函， 鼓励边境州郡保护合众国，接受宣言。日后，林肯提及奴隶制“在某种程度上引发了战争。”1862年9月22日，林肯发表了最初版本的解放宣言，称如果赎买和自愿的方式不奏效的话，就进行最后的解放。结果，只有哥伦比亚特区接受了林肯的渐进方案，林肯在1863年1月1日发表了他最终版《解放奴隶宣言》。在致霍奇斯的信函中，林肯表示他认为
如果奴隶制没错的话，那就没有错误的事情了 … 然而，我从未明白肩上的总统职位会给予我无限权力来做出官方的判决，并感到 ... 我说自己并没有控制时势，但坦言时势控制了我。
林肯的1863年1月1日的《解放奴隶宣言》强有力的推动了奴隶解放运动，当联邦军到来时，就会解放黑奴，并准许他们参军。《解放奴隶宣言》并没有在忠于联邦的边境蓄奴州内实施。由于美利坚联盟国不承认林肯是总统，《宣言》又无法在边境州郡内实施，所以，在起初，《宣言》只是为逃到联邦的奴隶提供自由。然而，《宣言》将解放奴隶定位战争的官方目标，由占领邦联领土的联邦军执行。根据1860年的人口普查，这项政策为将近400万奴隶提供了自由，超过了美国总人口的12%。

西蒙·列格里和汤姆叔叔：来自《汤姆叔叔的小屋》

由于《解放奴隶宣言》依赖于总统的战争权力，它只是将邦联军占领地纳入范围之内。然而，《宣言》成为联邦废奴，争取自由的坚定标志。在国会为第十三号修正案投票时，林肯也扮演了积极角色，使得《宣言》成为普世化和永久化。

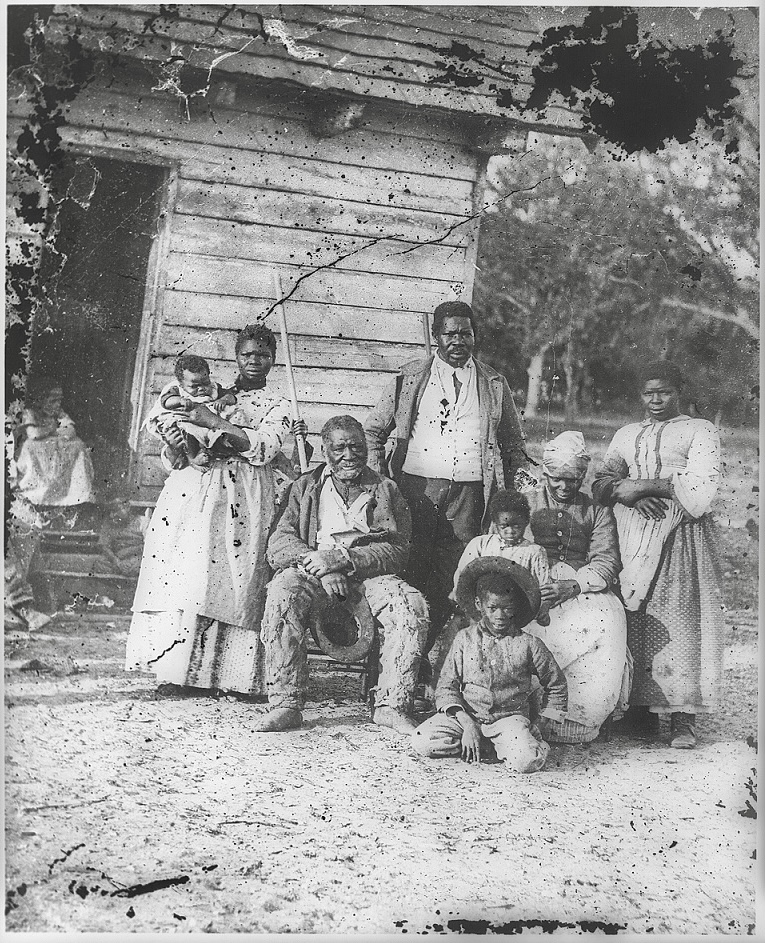
四世为奴，史密斯种植园，博福特，1862

被奴役的非裔美国人没有等林肯发言就逃亡联邦，寻求自由。在战争早期，数以千记的非裔美国人跨过界线，进入如1862年联邦占领的弗吉尼亚诺福克和汉普顿地区，1862年之后的田纳西地区，谢尔曼进军线等地区。很多非裔美国人逃到联邦控制地区，司令为他们建立营地和学校，很多成人和孩子学会了读写。美国传教协会加入战争，将教师送入南方违禁品营地，在诺福克和临近的种植园建立学校。另外，将近有200,000名非裔美国人参军。他们中很多都是逃亡过来的奴隶。邦联颇感愤怒，拒绝黑人俘虏。很多人都被枪决，很多被重新奴役。
新成立的亚利桑那地区在1863年2月24日颁布《亚利桑那组织法》，宣布废奴。田纳西和其它边境州郡(肯塔基除外)早在1865年就已经废奴。当联邦军队开入南方，数以千记的奴隶在《解放奴隶宣言》的执行下获得自由。1865年春，当剩余的邦联军队投降后，南方剩余的奴隶获释，《宣言》得以实现。
虽然南方军队缺乏人手，但是直到1865年，大都数南方领导人反对征用奴隶。然而，少数邦联人讨论征用奴隶，部份自由黑人为南方效力。最后，在1865年早期，罗伯特·E·李将军称黑人士兵参战是必须的，相关法案出台。当战争在4月份结束时，第一个黑人部队还在训练当中。

### 奴隶制的终结

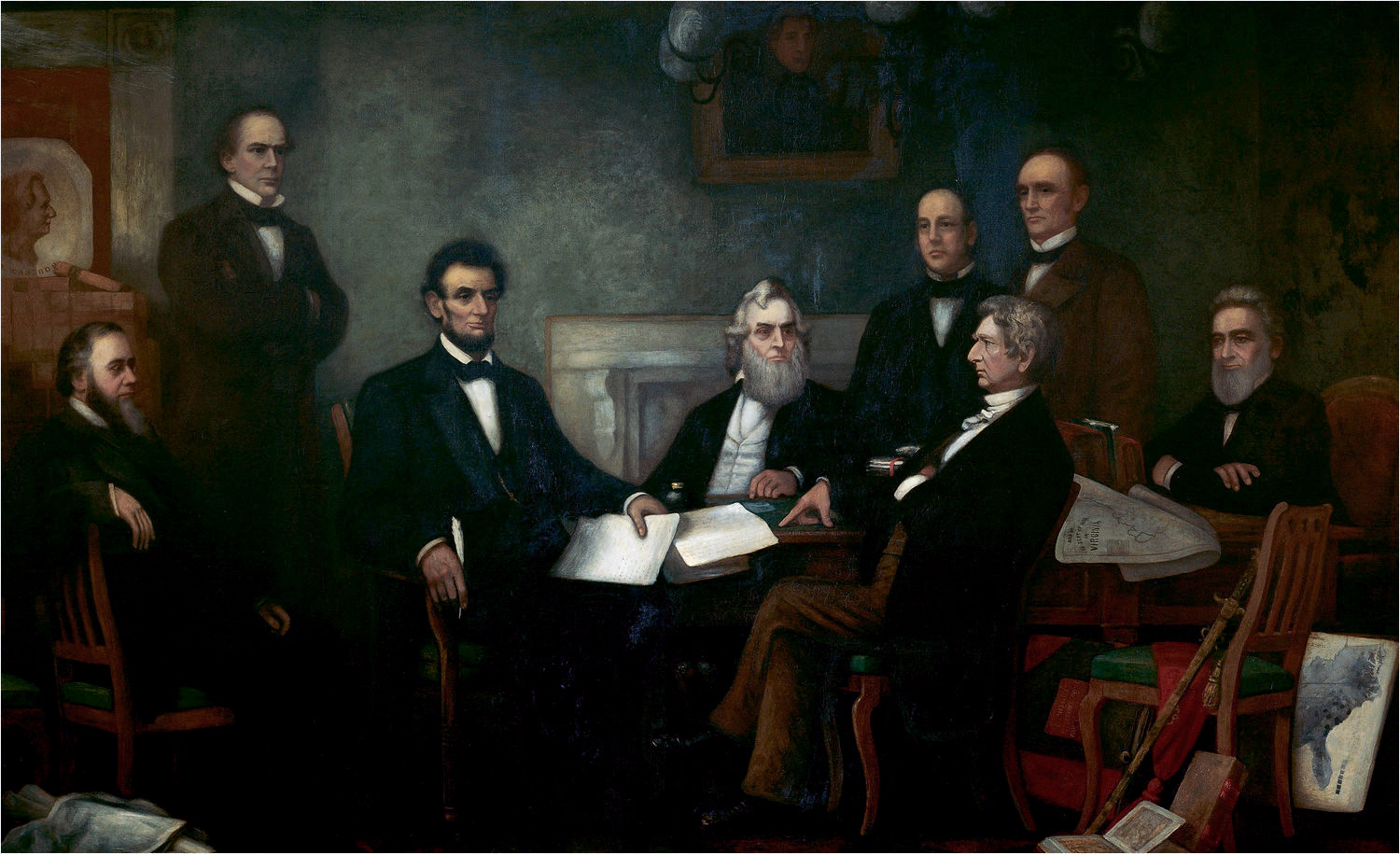
亚伯拉罕·林肯向内阁出示解放宣言的首份草稿。弗朗西斯·比科内尔·卡朋特，1864

战争在1865年6月22日结束，叛军投降后，《解放奴隶宣言》在还未释放奴隶的州郡开始执行。奴隶制在一些地方继续持续了一段时间。 6月19日，联邦军队到达德克萨斯盖维斯顿，执行《宣言》，该日在数个州郡成为节日。
第十三号修正案废除了奴隶制，将其作为刑罚，1864年4月在参议院通过，1865年1月在众议院通过。修正案必须得到3/4的州郡批准才能得以生效，1865年12月6日，当佐治亚批准后，修正案正式生效。当日，所有剩余的奴隶全部正式获释。
从法律意义上来讲，当1865年12月18日第十三号修正案得到最后批准后，最后的40,000至45,000名奴隶在最后的两个蓄奴州，即肯塔基和德拉维尔州获得自由。田纳西、肯塔基、堪萨斯、新泽西、德拉维尔、西弗吉尼亚、马里兰、密苏里、华盛顿特区、路易斯安那的十二分区剩余的奴隶也在当天正式获得自由。美国历史学家R·R·帕尔默认为美国废除奴隶制而不补偿前奴隶主是“在西方历史上…空前绝后践踏个人财产所有权”。经济史学家罗伯特·E·莱特认为如果联邦政府以赎买而不是战争的方式来废奴，会更加经济，减少伤亡。另一位经济史学家，罗杰·兰萨姆写道冈德森将军如何对比赎买和战争的开销，并“注意到两者在尺度上差不过 — 25到37亿美元。”兰萨姆同时写道如果采用赎买的方式，为其25年还清，联邦政府的开销将会翻三番。在十九世纪六十年代，这一建议没有得到任何政治支持。
布克·华盛顿回忆起1863年初的一天，那时他在弗吉尼亚，还是个九岁男孩：
伟大的日子快要降临，奴隶营房的歌声比以往更加嘹亮。歌声更加浑厚，鼓瑟敲铃，直冲夜空。种植园歌词加入了许多有关自由的字眼.... 看上去像是陌生人的男子（我猜是位美国军官）在简短的演说后宣读了长长的一份文件——我猜是《解放奴隶宣言》。读完后，我们得知自己被解放啦，可以随时去我们想去的地方啦。我的母亲站在我的身旁，弯下腰来亲吻着她的孩子们，幸福的眼泪从她的脸颊落下。她向我们解释这一切意味着什么，为此她已经祈祷了太久，深恐自己看不到这一天的到来。

## 重建至今
虽然政府发布了《解放宣言》，增加了宪法第十三号修正案，但是前奴隶通往自由之路依然模糊不清。虽然美国宪法是全境的最高大法，但是它和解放宣言一样无法自我执行。其中的内容与原则只是缺乏执行力的文字，单靠它们无法根除奴隶制。第十三号修正案不过是将奴隶制和其它非自愿劳动，除了刑罚以外，视为违宪。奴隶制的实际废除——对第十三号修正案的完全执行，花了漫长的时间。对第十三号修正案的执行开始于南方重建，但是从当时到完全执行期间阻挠重重。
第十三号修正案的支持者明白，如果没有相关条文及其执行机构的话，奴隶制没有终结，这就是第十三号修正案第二款准许国会据此立法的缘故。联邦政府也向南方派遣军队来对前奴隶提供保护，后者依然与他们从前的奴隶主一道居住。
从1865年到1875年，联邦军队驻扎在南方以确保黑人不再被奴役。然而，10年后，联邦军队根据约定撤离，将黑人置于前奴隶制的手中。当非裔美国人失去联邦军队的保护时，白人使用了其它方式来实施强制劳动。
直到时间进入了二十世纪，最后一个州，马里兰，在1972年终于废止旧法。虽然，奴隶制从通常意义上讲结束于解放宣言，或是第十三号修正案，记者道格拉斯·A·布莱克蒙做了大量研究，并在他的普利策奖作品《奴隶制别名》中揭示在重建年代过后，数以千計的非裔美国人再次被残忍的暴力所奴役。
强制劳动的形式多种多样，主要有囚犯租赁制度、苦工和佃农，佃农最终将贫穷白人也一并卷入。在囚犯租赁制度中，非裔美国人常常无缘无故地被逮捕，被迫无偿劳动，被买来买去，在主人的要挟下劳动。这一时期的佃农制度常常严重束缚农民的自由，如果擅自离开种植园就会遭到鞭打。佃农制和囚犯租赁制度在南北两方都是合法的，被容忍的制度。然而，苦工是非法的强制劳动。数以千记的非裔美国人被此奴役，官方则视而不见，这一情况一直持续到二十世纪。
除了苦工以外，在重建时期之后，联邦政府对第十三号修正案的执行几乎没有任何作为，直到1941年12月富兰克林·德拉诺·罗斯福总统召唤总检察长为止。在珍珠港事件五天后，总检察长弗朗西斯·比德尔发表第3591号通告，要求所有联邦检察官积极调查并检举强迫劳动或奴役事件。
在重建期间，对于奴隶制是否被废除，其它联邦军队撤离后半奴隶制是否存在的问题上颇为暧昧。而非裔美国人以及其他少数族裔真正获得与欧裔美国人完全平等的权利则要等到1964年民权法案通过。

### 囚犯租赁制度
当解放成为法律现实时，南方白人费尽心机思索如何控制新解放的奴隶，并将他们压迫在低廉价格上。囚犯租赁制度开始于重建年代，在十九世纪八十年代被完全铺展开来。这一系统允许私人签订合同，从州郡政府购买罪犯劳务。非裔美国人，由于“严厉而专项地依法严打和带有歧视性地审判”，成为囚犯租赁制度的主要受害人。作家道格拉斯·A·布莱克蒙写道：
这一独特的奴役形式与战前南方有所不同，在于对象主要是男人，很少卷进妇女，这种奴役不是终身制，不会自动延续到下一代。但是，这终归是奴隶制 – 在这一系统中，大批量的合法自由人无缘无故地被强迫劳动，没有报酬，被买来买去，在非人的物理胁迫下被迫听令于白人主子。
囚犯租赁制度的宪法依据是第十三号修正案，虽然它废除了奴隶制和基本强迫劳动，但是允许将其作为刑罚使用。

### 教育问题

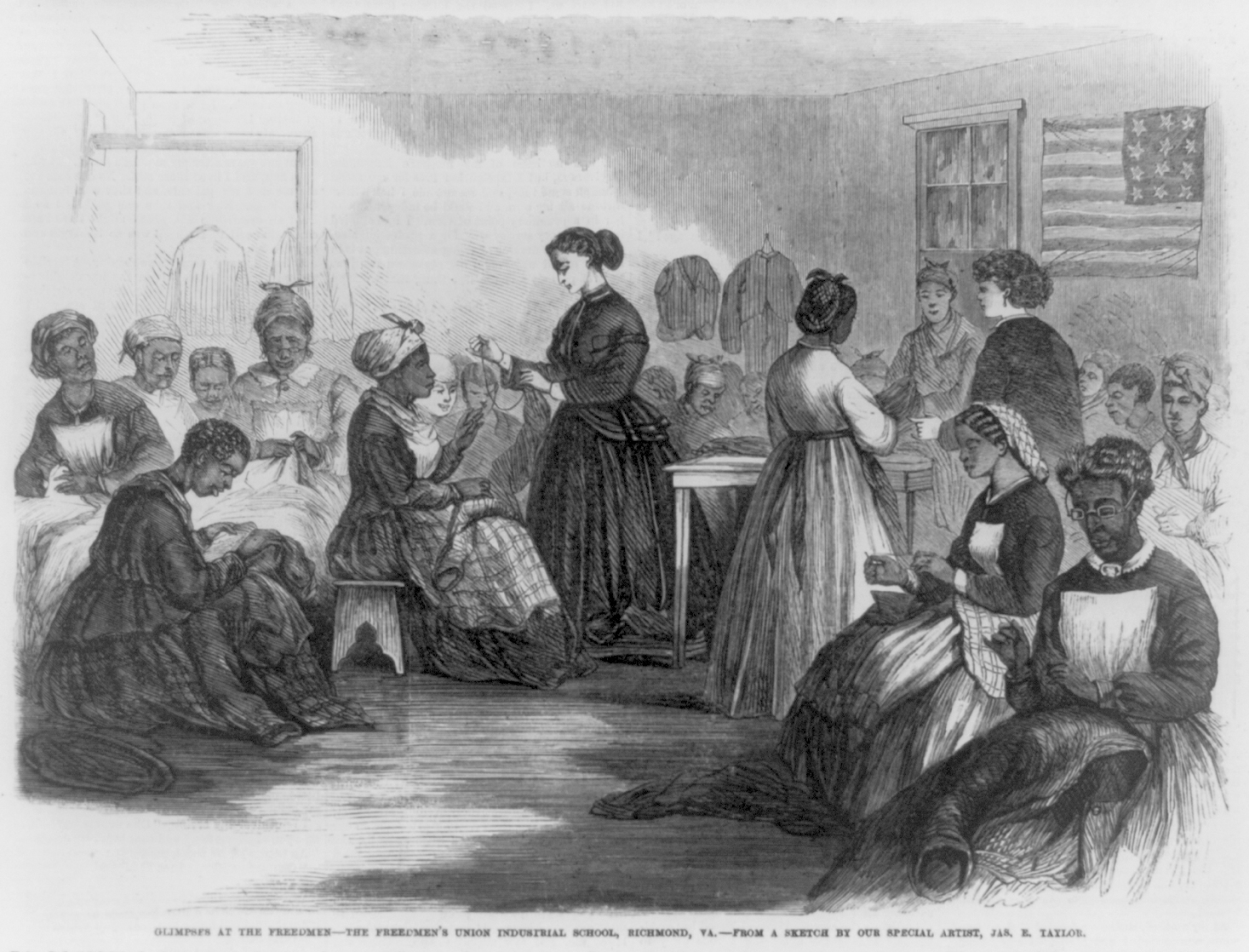
重建时期里士满为前奴隶开班的技校

1832年后的愚民法案导致大量文盲出现，是内战解放35年后自由人和其它非裔美国人所遇到的最大问题。在重建时期和之后的岁月里，缺少文化知识和教育成为希望加入自由企业系统的人们所遇到的最大挑战。
由此，很多黑人和白人宗教团体，前联邦将士和富有的慈善家都为非裔美国人捐资助教；部份非裔美国人在战争结束前就开设自己的学校。北方人帮助建立了许多师范学院，例如汉普顿大学好塔斯基大学，来培养老师。黑人尊师重教，视教育为孩子和成人的第一要事。很多富有才华的人前往该领域。很多学校花费多年时间来达到较高标准，但是他们依旧成就颇丰。正如W·E·B·杜波依斯写道，黑人大学并不完美，但是“在一个世代里他们将3000名黑人教师送入南方，”并“铲除了当地大多数黑人的文盲率。”
在二十世纪中，北方慈善家继续支持黑人教育，即便黑人内部矛盾四起，例如布克·华盛顿博士和W·E·B·杜波依斯争论在大学阶段应该更加注重技术还是学术教育。对汉普顿大学和塔斯基大学的捐助主要例子有乔治·伊士曼，他也帮助在大学和社区大学建立卫生科目。在二十世纪早期与布克·华盛顿合作的是慈善家朱利叶斯·罗森瓦德，他提供资金，在乡村建立学校，为黑人儿童提供教育。他坚持黑人与白人之间彼此合作，希望白人控制的学校董事会能遵守诺言，维持学习运行。到了二十世纪三十年代，当地家长捐资助学(或是出力出地)在南方建立了5,000所乡村学校。其它慈善家，如亨利·罗杰斯和安德鲁·卡内基，他们都是白手起家的富翁，使用资金来促进地方图书馆和学校建设。

## 美洲原住民
在十六、十七和十八世纪期间，印第安奴隶制，即欧洲殖民者对美洲原住民的奴役十分普遍。很多原住民都被奴役，送入北美殖民地和离岸殖民地，特别是加勒比海的“糖岛”。历史学家艾伦·加莱估算在1670–1715年间，美国南方的不列颠奴隶贩子共出售约24,000 - 51,000名美洲原住民。
美洲原住民奴隶制是在方济各会传教过程中在加利福尼亚殖民地和墨西哥属加利福尼亚时组织的。理论上，原住民需要劳动十年，但是事实上是终身奴役，直到十九世纪三十年代中期才结束。在1847–48年美国—墨西哥战争时，随着美军入侵，成立新州的1850-1867年间，“流浪或孤苦的印第安人”被实际奴役。奴隶制是由奴隶主胁迫奴隶，常通过扫荡来掠夺奴隶，借口印第安人“流浪”而惩罚他们，强迫他们做四个月苦工。

### 部落间奴隶制
海达族和特林吉特族居住在阿拉斯加东南沿海地带，是勇猛的战士，也是奴隶贩子，他们可以远足至加利福尼亚掳掠。奴隶主要来自战俘。太平洋西北地区的一些部落中，约有四分之一的部落人口都是奴隶。北美其它它蓄奴部落有德克萨斯的科曼奇族、佐治亚的克里克族，渔民部落如约鲁克族，从阿拉斯加到加利福尼亚沿海的波尼族、克拉马斯族。
在1800年后，切罗基人和其它文明化五部族开始买卖并使用黑奴，直到十九世纪三十年代被赶到印第安人保留区为止，有约15,000被奴役的黑人与他们一道同行。
切罗基奴隶制常与白人社会的奴隶制成镜像对比。切罗基人禁止自己人与非裔美国人通婚。切罗基人对奴隶的惩罚是在背上抽一百鞭。在切罗基社会中，即便是混血儿也不准获得官职、携带武器、占有财富，教授非裔美国人读写是违法。
与之相反的是塞米诺尔人，他们欢迎逃亡的黑奴来到部落。

## 非裔奴隶主
部份奴隶主是黑人或是非裔。1621年，一名非洲契约劳工来到弗吉尼亚，安东尼·约翰逊成为史料所记载的第一位殖民地奴隶主，他在约翰·凯瑟案件上胜诉，将后者奴役。在1830年，南方约有3,775名这样的奴隶主，拥有12,760名奴隶，其中80%在南卡罗莱纳、路易斯安那、弗吉尼亚和马里兰。南部上州和腹地的自由黑人经济状况不同，虽然数量稀少，但常是混血儿，十分富有。半数非裔奴隶主居住在城市而非乡村，主要在新奥尔良和查尔斯顿。特别是新奥尔良有大量相对富裕的自由黑人群体(gens de couleur)，包括混血儿，在法国和西班牙统治之下成为白人与黑奴之间的中间阶层。甚少奴隶主是“大种植园主”；即使是，也大多是混血儿，常常从白人父亲那里继承资产和社会地位。例如，新奥尔良的安德鲁·邓福德有77名奴隶。根据蕾切尔· 克兰兹的观点：“邓福德是个严厉的主任，他逼迫奴隶做苦工，常常责罚他们，并试图使自己在路易斯安那的甘蔗园大获成功。”历史学家约翰·霍普·富兰克林和洛伦·施文尼格（Loren Schweninger）写道：
大多数逐利的自由非裔奴隶主居住在南方下部。他们绝大多数是混血儿，妇女同白人或黄褐色男子同居或是他们的情妇.... 通过白人获得土地和奴隶，他们拥有农场和种植园，劳动种植大米、棉花、甘蔗，和他们的白人同行们一样因奴隶逃跑而烦恼。
历史学家伊拉·柏林写道：
在奴隶社会中，几乎所有人——自由的或被奴役的——希望进入奴隶主阶级，有时一些从前是奴隶的加入了奴隶主行里中。奴隶主接納他們時往往抱怨，因为他们的血统被烙上了奴役的象征，即在美国奴隶制下，其决定作用的是他们的肤色。
非裔美国历史和文化学者小亨利·路易斯·盖茨写道：“…在某些州内，自由非裔奴隶主在自由黑人家庭中所占比例相当高，南卡罗来纳43%，路易斯安那26%，阿拉巴马25%，佐治亚20%。”
自由黑人被视为“持续威胁奴隶主的象征，挑战了‘黑人’就是‘奴隶’的同义词。”自由黑人被视为逃亡奴隶的潜在伙伴，“奴隶主在某种情况下对自由黑人又恨又怕。”就自由黑人而言，他们的自由非常不定，“奴隶所有制不简简单单是个经济因素，而是自由黑人执意要摆脱他们的奴役背景和默许的必然证明——否则——就是奴隶制。”
历史学家詹姆斯·奥克斯在1982年写道：“有证据表明，绝大多数非裔奴隶主是自由黑人，他们将自己的家人买过来，或是出于慈悲所为。”在1810弄，南方诸州为释放奴隶下绊子。购买家庭成员常常是出于无奈，奴役关系不过是写在纸上的形式而已。到了十九世纪五十年代，“限制权力，将奴隶‘单单控制在白人手下’变得更加困难。”
1985年，拉里·科格尔（Larry Koger）在研究南卡罗来纳全州非裔奴隶主的文章中挑战了慈悲观。他发现大多数非裔奴隶主在表面上是出于经济利益而蓄奴的。例如，他指出，在1850年，80%的非裔奴隶主是混血儿，但近90%的奴隶是黑人。他也注意到查尔斯顿一小部分手工艺人蓄奴以帮助他们做生意。

## 巴巴海盗
早在1625年，北非巴巴海盗就开始掳掠北美各殖民地，在185-1815年间约有700名美国人被掳为奴隶。有人用这经历来批判美国奴隶制，例如威廉·雷的著作《恐怖的奴隶制》。
巴巴里问题直接导致1794年3月成立美国海军。当时美国正忙于维护和平条约，包括为此而纳贡。对巴巴里海盗的赎金和纳贡在1800年占美国政府年支出的20%。1801年的第一次巴巴里战争和1815年第二次巴巴利战争制定了更加稳妥的和平条约，终止了供奉的缴纳。

## 分布

### 奴隶分布

1860年承认奴隶制州郡中奴隶占人口比例

1790–1860年间美国被奴役人口占各州人口比例

| 普查 年份                                            | 奴隶人数  | 自由 黑人人数 | 总计 黑人 | % 自由 黑人 | 总计美国 人口 | % 黑人 总数 |
| ---------------------------------------------------- | --------- | ------------- | --------- | ----------- | ------------- | ----------- |
| 1790                                                 | 697,681   | 59,527        | 757,208   | 8%          | 3,929,214     | 19%         |
| 1800                                                 | 893,602   | 108,435       | 1,002,037 | 11%         | 5,308,483     | 19%         |
| 1810                                                 | 1,191,362 | 186,446       | 1,377,808 | 14%         | 7,239,881     | 19%         |
| 1820                                                 | 1,538,022 | 233,634       | 1,771,656 | 13%         | 9,638,453     | 18%         |
| 1830                                                 | 2,009,043 | 319,599       | 2,328,642 | 14%         | 12,860,702    | 18%         |
| 1840                                                 | 2,487,355 | 386,293       | 2,873,648 | 13%         | 17,063,353    | 17%         |
| 1850                                                 | 3,204,313 | 434,495       | 3,638,808 | 12%         | 23,191,876    | 16%         |
| 1860                                                 | 3,953,760 | 488,070       | 4,441,830 | 11%         | 31,443,321    | 14%         |
| 1870                                                 | 0         | 4,880,009     | 4,880,009 | 100%        | 38,558,371    | 13%         |
| 来源:. [May 13, 2010]. （原始内容存档于2011-07-17）. |           |               |           |             |               |             |

| 普查 年份  | 1790    | 1800    | 1810      | 1820      | 1830      | 1840      | 1850      | 1860      |
| 全美       | 694,207 | 887,612 | 1,130,781 | 1,529,012 | 1,987,428 | 2,482,798 | 3,200,600 | 3,950,546 |
| ---------- | ------- | ------- | --------- | --------- | --------- | --------- | --------- | --------- |
| 阿拉巴马   | –       | –       | –         | 47,449    | 117,549   | 253,532   | 342,844   | 435,080   |
| 阿肯色     | –       | –       | –         | –         | 4,576     | 19,935    | 47,100    | 111,115   |
| 加利福尼亚 | –       | –       | –         | –         | –         | –         | –         | –         |
| 康奈迪克   | 2,648   | 951     | 310       | 97        | 25        | 54        | –         | –         |
| 德拉维尔   | 8,887   | 6,153   | 4,177     | 4,509     | 3,292     | 2,605     | 2,290     | 1,798     |
| 佛罗里达   | –       | –       | –         | –         | –         | 25,717    | 39,310    | 61,745    |
| 佐治亚     | 29,264  | 59,699  | 105,218   | 149,656   | 217,531   | 280,944   | 381,682   | 462,198   |
| 伊利诺伊   | –       | –       | –         | 917       | 747       | 331       | –         | –         |
| 印第安纳   | –       | –       | –         | 190       | 3         | 3         | –         | –         |
| 爱荷华     | –       | –       | –         | –         | –         | 16        | –         | –         |
| 堪萨斯     | –       | –       | –         | –         | –         | –         | –         | 2         |
| 肯塔基     | 12,430  | 40,343  | 80,561    | 126,732   | 165,213   | 182,258   | 210,981   | 225,483   |
| 路易斯安那 | –       | –       | –         | 69,064    | 109,588   | 168,452   | 244,809   | 331,726   |
| 缅因       | –       | –       | –         | –         | 2         | –         | –         | –         |
| 马里兰     | 103,036 | 105,635 | 111,502   | 107,398   | 102,994   | 89,737    | 90,368    | 87,189    |
| 马萨诸塞   | –       | –       | –         | –         | 1         | –         | –         | –         |
| 密歇根     | –       | –       | –         | –         | 32        | –         | –         | –         |
| 明尼苏达   | –       | –       | –         | –         | –         | –         | –         | –         |
| 密西西比   | –       | –       | –         | 32,814    | 65,659    | 195,211   | 309,878   | 436,631   |
| 密苏里     | –       | –       | –         | 10,222    | 25,096    | 58,240    | 87,422    | 114,931   |
| 内布拉斯加 | –       | –       | –         | –         | –         | –         | –         | 15        |
| 内华达     | –       | –       | –         | –         | –         | –         | –         | –         |
| 新罕布什尔 | 157     | 8       | –         | –         | 3         | 1         | –         | –         |
| 新泽西     | 11,423  | 12,422  | 10,851    | 7,557     | 2,254     | 674       | 236       | 18        |
| 纽约       | 21,193  | 20,613  | 15,017    | 10,088    | 75        | 4         | –         | –         |
| 北卡罗来纳 | 100,783 | 133,296 | 168,824   | 205,017   | 245,601   | 245,817   | 288,548   | 331,059   |
| 俄亥俄     | –       | –       | –         | –         | 6         | 3         | –         | –         |
| 俄勒冈     | –       | –       | –         | –         | –         | –         | –         | –         |
| 宾夕法尼亚 | 3,707   | 1,706   | 795       | 211       | 403       | 64        | –         | –         |
| 罗德岛     | 958     | 380     | 108       | 48        | 17        | 5         | –         | –         |
| 南开罗莱纳 | 107,094 | 146,151 | 196,365   | 251,783   | 315,401   | 327,038   | 384,984   | 402,406   |
| 田纳西     | –       | 13,584  | 44,535    | 80,107    | 141,603   | 183,059   | 239,459   | 275,719   |
| 德克萨斯   | –       | –       | –         | –         | –         | –         | 58,161    | 182,566   |
| 佛蒙特     | –       | –       | –         | –         | –         | –         | –         | –         |
| 弗吉尼亚   | 292,627 | 346,671 | 392,518   | 425,153   | 469,757   | 449,087   | 472,528   | 490,865   |
| 威斯康星   | –       | –       | –         | –         | –         | 11        | 4         | –         |

### 奴隶主分布
根据1860年人口普查，可以得出奴隶主相关统计数据：
- 根据郡县列举奴隶，393,975位有名人士持有3,950,546无名奴隶，平均10位奴隶有1位奴隶主。由于大奴隶主在多个郡县有奴隶，因此可能被重复计数，奴隶主人数可能偏高。
- 单就奴隶而言，1860年美国人口为27,167,529人，得1/70的自由人(1.5%)是奴隶主。通过计算有名奴隶主，这种算法无法识别成为奴隶主家庭成员所获得的好处，如奴隶主的妻子儿女。全美只有8%的家庭有奴隶，[155]而南方33%的家庭有奴隶。根据历史学家约瑟夫·格拉塔近期的研究，北弗吉尼亚邦联军士兵中有奴隶或来自蓄奴家庭的，“在1861年征兵中两个人中就有一个”。另外，他还注意到，“不计其数的参军者从奴隶主那里租地、卖粮、或是卖力干活。在最后的计算中，1861年绝大多数志愿者都与奴隶制有直接关系。”[156]
- 奴隶在奴隶主之间分布十分不均：有超过200名奴隶的奴隶主不到全美奴隶主的1%（少于4,000人，自由人1/7,000，或总人口的0.015%），却拥有所有奴隶的约20–30%(800,000至1,200,000名奴隶)。拥有超过500名奴隶的奴隶主已被认定。[157]最大的奴隶主是南卡罗来纳乔治城的约书亚·约翰·沃德，在1850年时有1,092名奴隶，[158]继承人在1860年拥有1,130至1,131名奴隶[157][158] – 他被称为“大米种植园之王”，[158]其中的一个种植园现在成为布鲁克格林花园的一部分。

## 历史编撰学
历史学家彼得·科尔钦在1993年写道知道二十世纪末，奴隶制历史主要关注文化、习俗、奴隶主经济而非奴隶。其中一部分原因是大多数奴隶主有文化，留下了文字记录，而奴隶大多缺乏文化、很多没有得到记录。就奴隶制应该被认为是良性的还是“残酷剥削”的制度上，历史学家看法不一。
二十世纪五十年代前许多成文历史持种族偏见态度。在二十世纪七十和八十年代，历史学家使用考古学记录、黑人民谣和统计数据来建立更加细致和细腻的奴隶生活。虽然生活环境受限、处境并不安全，但是奴隶个体都很坚韧，并有某种程度上的自治。研究这一时期的历史学家包括约翰·布拉辛格姆(《奴隶社区》)、尤金·热那亚(《走起、乔丹、走起》)、莱斯利·霍华德·欧文斯(《这种财产》)、赫伯特·古德曼(《奴役与自由的黑人家庭》)。

## 脚注
1. 1 2  Stephen D. Behrendt, David Richardson, and David Eltis, W. E. B. Du Bois Institute for African and African-American Research, Harvard University. Based on "records for 27,233 voyages that set out to obtain slaves for the Americas". Stephen Behrendt. . . New York: Basic Civitas Books. 1999. ISBN 0-465-00071-1.
2. ↑  Introduction – Social Aspects of the Civil War 的存檔，存档日期2007-07-14., National Park Service.
3. 1 2  Richard Hofstadter, "White Servitude" （页面存档备份，存于）, n.d., Montgomery College. Retrieved January 11, 2012.
4. ↑  Donoghue, John.  (PDF). The American Historical Review. 2010  [2014-09-02]. （原始内容 (PDF)存档于2015-09-04）.
5. ↑  Higginbotham, A. Leon. . Greenwood Press. 1975  [2014-09-02]. （原始内容存档于2021-03-05）.
6. ↑  Source: Miller and Smith (eds), Dictionary of American Slavery (1988), p. 678.
7. ↑  Includes 10,000 to Louisiana before 1803.
8. ↑  William J. Wood. "The Illegal Beginning of American Negro Slavery," American Bar Association Journal, January 1970.
9. ↑  Taunya Lovell Banks, "Dangerous Woman: Elizabeth Key's Freedom Suit – Subjecthood and Racialized Identity in Seventeenth Century Colonial Virginia" （页面存档备份，存于）, Digital Commons Law, University of Maryland Law School. Retrieved April 21, 2009.
10. 1 2 3 4 5  Tony Seybert. . Slavery in America. 4 Aug 2004  [14 June 2011]. （原始内容存档于2004年8月4日）.
11. ↑  Wilson, Thomas D., The Oglethorpe Plan: Enlightenment Design in Savannah and Beyond, Charlottesville: University of Virginia Press, 2012, chapter 3
12. ↑  Scott, Thomas Allan. . University of Georgia Press. July 1995. ISBN 9780820317434.
13. ↑  .   [October 4, 2009]. （原始内容存档于2012年7月15日）.
14. ↑  "It is shocking to human Nature, that any Race of Mankind and their Posterity should be sentanc'd to perpetual Slavery; nor in Justice can we think otherwise of it, that they are thrown amongst us to be our Scourge one Day or other for our Sins: And as Freedom must be as dear to them as it is to us, what a Scene of Horror must it bring about! And the longer it is unexecuted, the bloody Scene must be the greater." – Inhabitants of New Inverness, s:Petition against the Introduction of Slavery
15. ↑  "The First Black Americans" （页面存档备份，存于）, Hashaw, Tim; US News and World Report, 1/21/07
16. 1 2  "Slavery in America" （页面存档备份，存于）, Encyclopædia Britannica's Guide to Black History. Retrieved October 24, 2007.
17. ↑  Trinkley, M. "Growth of South Carolina's Slave Population" （页面存档备份，存于）, South Carolina Information Highway. Retrieved October 24, 2007.
18. ↑  Morison and Commager: Growth of the American Republic, pp. 212–220.
19. ↑  Michael Tadman, "The Demographic Cost of Sugar: Debates on Slave Societies and Natural Increase in the Americas," The American Historical Review, December 2000, 105:5 online 的存檔，存档日期2011-11-23.
20. ↑  Gomez, Michael A: Exchanging Our Country Marks: The Transformation of African Identities in the Colonial and Antebellum South, p. 29. Chapel Hill, NC: University of North Carolina, 1998.
21. ↑  Rucker, Walter C. . LSU Press. 2006: 126. ISBN 0-8071-3109-1.
22. ↑  Selig, Robert A. . AmericanRevolution.org.   [October 18, 2007]. （原始内容存档于2013-07-19）.
23. ↑  Scribner, Robert L. . University of Virginia Press. 1983: xxiv. ISBN 0-8139-0748-9.
24. ↑  James L. Roark;  et al. . Macmillan. 2008: 206  [2014-09-03]. ISBN 9780312585525. （原始内容存档于2021-04-14）.
25. ↑  Peter Kolchin, American Slavery: 1619–1877, New York: Hill and Wang, 1994, p. 73.
26. ↑  Finkelman, Paul. . New York Public Library. 2007  [25 June 2014]. （原始内容存档于2018-10-09）.
27. ↑  Kolchin 1993，第79頁.
28. ↑  Section 2 of Article I provides in part: "Representatives and direct taxes shall be apportioned among the several states . . . by adding to the whole number of free persons, including those bound to service for a term of years, and excluding Indians not taxed, three-fifths of all other persons."
29. 1 2 3  "Interview: James Oliver Horton: Exhibit Reveals History of Slavery in New York City" （页面存档备份，存于）, PBS Newshour, January 25, 2007,. Retrieved February 11, 2012.
30. 1 2  Peter Kolchin (1993), American Slavery, pp. 77–78, 81.
31. 1 2  . New York Public Library.   [23 June 2014]. （原始内容存档于2018-07-08）.
32. ↑  "King Cotton: Dramatic Growth of the Cotton Trade" （页面存档备份，存于）, New York Divided: Slavery and the Civil War, New-York Historical Society, accessed May 12, 2012
33. 1 2  Peter Kolchin (1993), American Slavery, p. 81.
34. ↑  "Africans in America" （页面存档备份，存于） – PBS Series – Part 4 (2007).
35. ↑  Randall M. Miller, John David Smith. "Gradual abolition" （页面存档备份，存于）, Dictionary of Afro-American Slavery, Greenwood Publishing Group, 1997, p. 471.
36. ↑  Berlin, Generations of Captivity, p. 104.
37. ↑  Paul Finkelman, Encyclopedia of American civil liberties (2006) Volume 1, p. 845 online.
38. ↑  Kolchin (1993), American Slavery, p. 78.
39. ↑  Kolchin (1993), American Slavery, p. 87.
40. ↑  The People's Chronology, 1994, by James Trager.
41. ↑  Kolchin p. 96. In 1834, Alabama, Mississippi, and Louisiana grew half the nation's cotton; by 1859, along with Georgia, they grew 78%. By 1859 cotton growth in the Carolinas had fallen to just 10% of the national total. Berlin p. 166.
42. 1 2 3 4  Marcyliena H. Morgan (2002). Language, Discourse and power in African American Culture （页面存档备份，存于）, p. 20. Cambridge University Press, 2002.
43. ↑  1860 Census Results （页面存档备份，存于）, The Civil War Home Page.
44. ↑  . Civil-war.net.   [2014-05-27]. （原始内容存档于2016-03-22）.
45. ↑  Berlin, Generations of Captivity, pp. 168–69. Kolchin p. 96.
46. ↑  Kolchin p. 96.
47. ↑  Berlin, Generations of Captivity, pp. 161–62.
48. ↑  Berlin, Generations of Captivity, pp. 168–69. Kolchin p. 96. Kolchin notes that Fogel and Engerman maintained that 84% of slaves moved with their families but "most other scholars assign far greater weight ... to slave sales." Ransome (p. 582) notes that Fogel and Engermann based their conclusions on the study of some counties in Maryland in the 1830s and attempted to extrapolate that analysis as reflective of the entire South over the entire period.
49. ↑  Allan Kulikoff, The Agrarian Origins of American Capitalism, Charlottesville: University of Virginia Press, 1992, pp. 226–69.
50. ↑  Berlin, Generations of Captivity, pp. 166–69.
51. ↑  Kolchin, p. 98.
52. ↑  Berlin, Generations of Captivity, pp. 168–71.
53. ↑  Berlin, Generations of Captivity, p. 174.
54. ↑  Berlin, Generations of Captivity, pp. 175–77.
55. ↑  Berlin, Generations of Captivity, pp. 179–80.
56. ↑  Walter Johnson, Soul by Soul: Life Inside the Antebellum Slave Market, Cambridge, Massachusetts: Harvard University Press, 1999.
57. ↑  Johnson (1999), Soul by Soul, p. 2.
58. ↑  A. Aguirre, Jr., "Slave executions in the United States （页面存档备份，存于）," The Social Science Journal, vol. 36, issue 1 (1999), pp. 1–31.
59. ↑  Davis, p. 124.
60. ↑  Christian, Charles M., and Bennet, Sari, Black Saga: the African American experience: a chronology, Basic Civitas Books, 1998, p. 90.
61. ↑  .   [2014-09-01]. （原始内容存档于2021-05-01）.
62. ↑  Kathleen Collins, "The Scourged Back （页面存档备份，存于）," History of Photography 9 (January 1985): 43–45.
63. ↑  Rodriguez, pp 616–17.
64. ↑  Burke, p. 155.
65. ↑  Morris, Thomas D., Southern Slavery and the Law, 1619–1860, p. 347.
66. ↑  Andrew Fede (2012). People Without Rights (Routledge Revivals): An Interpretation of the Fundamentals of the Law of Slavery in the U.S. South. Routledge, p. 79. ISBN 1136716106
67. ↑  Thomas D. Morris (1999). Southern Slavery and the Law, 1619–1860 （页面存档备份，存于）. University of North Carolina Press, p. 172. ISBN 0807864307
68. ↑  Moore, p. 114.
69. ↑  Moore, p. 118.
70. ↑  Clinton, Catherine, Scholastic Encyclopedia of the Civil War, New York: Scholastic Inc., 1999, p. 8.
71. ↑  Lawrence M. Friedman (2005). A History of American Law: Third Edition. Simon and Schuster, p. 163. ISBN 0743282582
72. ↑  Davis, Floyd James. . Penn State Press. 2001: 38  [2014-09-08]. ISBN 0271044632. （原始内容存档于2021-04-13）.
73. 1 2 3  Moon, p. 234.
74. ↑  Marable, p. 74.
75. ↑  . PBS Frontline.   [2014-09-08]. （原始内容存档于2015-11-07）.
76. ↑  Thomas Weiss, Review: Time on the Cross: The Economics of American Negro Slavery 的存檔，存档日期2011-12-20., Project 2001: Significant Works in Economic History, EH.net (Economic History.net)
77. ↑  Foner, Eric. . 1971.
78. ↑  "Slaves and the Courts, 1740–1860 Slave code for the District of Columbia, 1860."[永久] The Library of Congress. Retrieved July 19, 2008.
79. ↑  Africa Squadron: The U.S. Navy and the Slave Trade, 1842–1861. 的存檔，存档日期2007-10-15.
80. ↑  《奴隶不像我们想象的那样生活凄惨》谢作诗，美国大唐集团中国区首。 （页面存档备份，存于）
81. 1 2 3  . （原始内容存档于2011-01-08）. Paul Cuffee, a successful New England black shipping man, financed and captained a voyage for American blacks in 1815–1816 to British-ruled Sierra Leone. Cuffee believed that African Americans could more easily "rise to be a people" in Africa than in the U.S. because of its slavery and limits on black rights. Although Cuffee died in 1817, his early efforts encouraged the ACS to lead further settlements. The Friends opposed slavery but believed blacks would face better chances for freedom in Africa than in the U.S. The slaveholders opposed freedom for blacks, but saw repatriation as a way of avoiding rebellions.
82. ↑  . World Digital Library. 1830  [2013-06-03]. （原始内容存档于2020-05-18）.
83. 1 2  Maggie Montesinos Sale (1997). The Slumbering Volcano: American Slave Ship Revolts and the Production of Rebellious Masculinity, p. 264. Duke University Press, 1997. ISBN 0-8223-1992-6
84. ↑  Hugh Thomas, The Slave Trade. The Story of the Atlantic Slave Trade: 1440–1870 (New York: Simon and Schuster, 1997), 568.
85. ↑  Paul Finkelman, "The Abolition of the Slave Trade" （页面存档备份，存于）, New York Public Library, 2007. Retrieved February 14, 2012.
86. ↑  Simon Schama, Rough Crossings: Britain, the Slaves and the American Revolution, New York: HarperCollins, 2006, p. 406.
87. ↑  Lindsay, Arnett G. "Diplomatic Relations Between the United States and Great Britain Bearing on the Return of Negro Slaves, 1783–1828", Journal of Negro History, 5:4 (October 1920).
88. ↑  See "Arbitration, Mediation, and Conciliation". （页面存档备份，存于）
89. ↑  J. William Frost, Christianity: A Social and Cultural History (Upper Saddle River, NJ: Prentice Hall, 2008), 446.
90. 1 2 3 4  J. William Frost, Christianity: A Social and Cultural History (Upper Saddle River, NJ: Prentice Hall, 2008), 447.
91. ↑  Frost (2008), Christianity, 448.
92. 1 2 3 4  Foner, Eric. . London: Seagull Edition. 2009: 406–407.
93. ↑  Basu, B.D. Chatterjee, R. , 编. . Calcutta: Modern Review Office. : 3–4  [March 9, 2009].
[E]very assemblage of negroes for the purpose of instruction in reading or writing, or in the night time for any purpose, shall be an unlawful assembly. Any justice may issue his warrant to any office or other person, requiring him to enter any place where such assemblage may be, and seize any negro therein; and he, or any other justice, may order such negro to be punished with stripes.

If a white person assemble with negroes for the purpose of instructing them to read or write, or if he associate with them in an unlawful assembly, he shall be confined in jail not exceeding six months and fined not exceeding one hundred dollars; and any justice may require him to enter into a recognizance, with sufficient security, to appear before the circuit, county or corporation court, of the county or corporation where the offence was committed, at its next term, to answer therefor（原文如此）, and in the mean time to keep the peace and be of good behaviour.
From . Richmond: William F. Ritchie: 747–48. 1849.
94. 1 2  . Historical Statistics of the United States. ICPSR Study. （原始内容存档于2003-04-01）.
95. 1 2  Whaples, R. . Journal of Economic History. Mar 1995, 55: 139–154. doi:10.1017/S0022050700040602.
96. ↑  Galenson, D.W. . Journal of Economical History. Mar 1984, 44: 1. doi:10.1017/S002205070003134X.
97. ↑  Tadman, M. . The American Historical Review. Dec 2000, 105 (5): 1534. doi:10.2307/2652029.
98. 1 2 3 4  Fogel & Engerman. . New York: W.W. Norton and Company. 1974.
99. ↑  Kotlikoff, L. J. . Economic Inquiry. Oct 1979, 17 (4): 496. doi:10.1111/j.1465-7295.1979.tb00544.x.
100. ↑  de Tocqueville, Alexise. . . ISBN 1-4209-2910-0.
101. ↑  Wright, Gavin. . New York: Norton. 1978.
102. ↑  Don E. Fehrenbacher, The Dred Scott Case: Its Significance in American Law and Politics (New York: Oxford University Press, 1978).
103. ↑  McPherson, Battle Cry of Freedom, p. 495.
104. ↑  McPherson, Battle Cry, pp. 355, 494–6, quote from George Julian on 495.
105. ↑  Lincoln's letter to O. H. Browning, September 22, 1861.
106. ↑  Stephen B. Oates, Abraham Lincoln: The Man Behind the Myths, page 106.
107. ↑  Images of America: Altoona, by Sr. Anne Francis Pulling, 2001, 10.
108. ↑  Letter to Greeley, August 22, 1862.
109. ↑  Abraham Lincoln, Second Inaugural Address, March 4, 1865.
110. ↑  Lincoln's Letter to A. G. Hodges, April 4, 1864.
111. ↑  James McPherson, The War that Never Goes Away.
112. ↑  James McPherson, "Drawn With the Sword", from the article "Who Freed the Slaves?"
113. ↑  Doyle, Robert C. C. . University Press of Kentucky. 2010: 76  [2014-09-23]. ISBN 9780813139616. （原始内容存档于2017-01-18）.
114. ↑  Bruce C. Levine, Confederate Emancipation: Southern Plans to Free and Arm Slaves during the Civil War (2007).
115. ↑  . Juneteenth World Wide Celebration.   [9 March 2014]. （原始内容存档于2007-05-27）.
116. ↑  Charters of Freedom – The Declaration of Independence, The Constitution, The Bill of Rights （页面存档备份，存于）
Section 1. Neither slavery nor involuntary servitude, except as a punishment for crime whereof the party shall have been duly convicted, shall exist within the United States, or any place subject to their jurisdiction.
Section 2. Congress shall have power to enforce this article by appropriate legislation.——Thirteenth Amendment to the United States Constitution
117. ↑  
  - Including slaves still held in Tennessee, Kentucky, Kansas, New Jersey, Delaware, West Virginia, Maryland, Missouri, Washington, D.C., and twelve parishes of Louisiana
  - E. Merton Coulter, The Civil War and Readjustment in Kentucky (1926), pp. 268–70.
  - Bobby G. Herring. The Louisiana Tiger, "Juneteenth and Emancipation Proclamation" July 2011, p. 17.
118. ↑  E. Merton Coulter, The Civil War and Readjustment in Kentucky (1926), pp. 268–70.
119. ↑  Bobby G. Herring. The Louisiana Tiger, "Juneteenth and Emancipation Proclamation" July 2011, p. 17.
120. ↑  Palmer, R.R.; Colton, Joel. . New York: McGraw-Hill. 1995: 572–573. ISBN 0-07-040826-2.
121. ↑  Robert E. Wright, Fubarnomics (Buffalo, N.Y.: Prometheus, 2010), 83–116.
122. ↑  Gunderson, Gerald. . The Journal of Economic History. 1974: 915–950.
123. 1 2  Ransom, Roger. “Economics of the Civil War”. EH.Net Encyclopedia, edited by Robert Whaples. August 24, 2001. URL http://eh.net/encyclopedia/the-economics-of-the-civil-war/ （页面存档备份，存于） Accessed July 16, 2014
124. ↑  Up from Slavery (1901), pp. 19–21.
125. ↑  Litwack (1998), p. 271.
126. ↑  Blackmon (2008), p. 4.
127. ↑  James D. Anderson, The Education of Blacks in the South, 1860–1935, Chapel Hill, NC: University of North Carolina Press, 1988, pp. 244–45.
128. ↑  Ford, Carin T. . Enslow Publishers, INC. 2004.
129. ↑  Gallay, Alan. (2002) The Indian Slave Trade: The Rise of the English Empire in the American South 1670–171. New York: Yale University Press. ISBN 0-300-10193-7.
130. ↑  Castillo, E. D. 1998. "Short Overview of California Indian History" 的存檔，存档日期2006-12-14., California Native American Heritage Commission, 1998. Retrieved October 24, 2007.
131. ↑  Beasley, Delilah L. (1918). "Slavery in California," The Journal of Negro History, Vol. 3, No. 1. (January), pp. 33–44.
132. ↑  Digital "African American Voices" 的存檔，存档日期2007-07-15., Digital History. Retrieved October 24, 2007.
133. ↑  "Haida Warfare" （页面存档备份，存于）, civilization.ca. Retrieved October 24, 2007.
134. ↑  A history of the descendants of the slaves of Cherokee can be found at Sturm, Circe. "Blood Politics, Racial Classification, and Cherokee National Identity: The Trials and Tribulations of the Cherokee Freedmen". American Indian Quarterly, Vol. 22, No. 1/2. (Winter – Spring, 1998), pp. 230–58. In 1835, 7.4% of Cherokee families held slaves. In comparison, nearly one-third of white families living in Confederate states owned slaves in 1860. Further analysis of the 1835 Federal Cherokee Census can be found in Mcloughlin, WG. "The Cherokees in Transition: a Statistical Analysis of the Federal Cherokee Census of 1835". Journal of American History, Vol. 64, 3, 1977, p. 678. A discussion on the total number of Slave holding families can be found in Olsen, Otto H. "Historians and the extent of slave ownership in the Southern United States", Civil War History, December 2004 (Accessed here .   [2007-06-08]. （原始内容存档于2007-07-20）. June 8, 2007).
135. ↑  Duncan, J. W. 1928. "Interesting ante-bellum laws of the Cherokee, now Oklahoma history" （页面存档备份，存于）. Chronicles of Oklahoma 6(2):178–180. Retrieved July 13, 2007.
136. ↑  Davis, J. B. 1933. "Slavery in the Cherokee nation" （页面存档备份，存于）. Chronicles of Oklahoma 11(4):1056–1072. Retrieved July 13, 2007.
137. ↑  Breen, T. H. . pp. 13-15: Oxford University Press. 2004. ISBN 9780199729050.
138. 1 2  Joseph Conlin (2011). The American Past: A Survey of American History （页面存档备份，存于）. Cengage Learning, p. 370. ISBN 111134339X
139. ↑  Stampp p. 194. Oakes pp. 47–48.
140. ↑  Rachel Kranz (2004). African-American Business Leaders and Entrepreneurs （页面存档备份，存于）. Infobase Publishing, p. 72. ISBN 143810779X
141. ↑  Franklin and Schweninger p. 201.
142. ↑  Berlin, Generations of Captivity, p. 9.
143. ↑  Henry Louis Gates Jr. "Did Black People Own Slaves? 的存檔，存档日期2014-01-23.". The Root. March 4, 2013.
144. ↑  Mason pp. 19–20.
145. ↑  Berlin, Generations of Captivity, p. 138.
146. ↑  Oakes pp. 47–48.
147. ↑  Oakes pp. 47–49.
148. ↑  Larry Koger, Black Slaveowners: Free Black Masters in South Carolina, 1790–1860, Columbia, SC: University of South Carolina Press, 1985, Foreword.
149. ↑  "White Slaves, African Masters （页面存档备份，存于）". University of Chicago Press
150. ↑  Adams, Charles Hansford. . New York: Cambridge University Press. 2005: xlv–xlvi. ISBN 978-0-521-603-73-7.
151. ↑  Horrors of Slavery: or, The American Tars in Tripoli, 1808.
152. ↑  Oren, Michael B. . 2005-11-03  [2007-02-18]. （原始内容存档于2019-07-15）.
153. ↑  
.   [December 28, 2007]. （原始内容存档于2007年8月22日）.
154. ↑  Large Slaveholders of 1860 and African American Surname Matches from 1870 （页面存档备份，存于）, by Tom Blake, 2001–2005.
155. ↑  1860 Census （页面存档备份，存于） Civil War Home Page.
156. ↑  . Amazon.com.   [2014-05-27]. （原始内容存档于2022-06-18）.
157. 1 2  The Sixteen Largest American Slaveholders from 1860 Slave Census Schedules （页面存档备份，存于）, Transcribed by Tom Blake, April to July 2001, (updated October 2001 and December 2004 – now includes 19 holders)
158. 1 2 3  
Damian Alan Pargas, "Boundaries and Opportunities: Comparing Slave Family Formation in the Antebellum South"[永久], Journal of Family History 2008; 33; 316, doi:10.1177/0363199008318919
159. 1 2  Kolchin p. 134.
160. ↑  Kolchin pp. 137–43. Horton and Horton p. 9.

### 国家与对比研究
- Berlin, Ira. Generations of Captivity: A History of African American Slaves. (2003) ISBN 0-674-01061-2.
- Berlin, Ira. Many Thousands Gone: The First Two Centuries of Slavery in North America. Harvard University Press, 1998. ISBN 0-674-81092-9
- Berlin, Ira and Ronald Hoffman, eds. Slavery and Freedom in the Age of the American Revolution University Press of Virginia, 1983. essays by scholars
- Blackmon, Douglas A. Slavery by Another Name: The Re-Enslavement of Black Americans from the Civil War to World War II. (2008) ISBN 978-0-385-50625-0.
- Blassingame, John W. The Slave Community: Plantation Life in the Antebellum South Oxford University Press, 1979. ISBN 0-19-502563-6.
- David, Paul A. and Temin, Peter. "Slavery: The Progressive Institution?", Journal of Economic History. Vol. 34, No. 3 (September 1974)
- David Brion Davis. Inhuman Bondage: The Rise and Fall of Slavery in the New World (2006)
- Elkins, Stanley. Slavery : A Problem in American Institutional and Intellectual Life. University of Chicago Press, 1976. ISBN 0-226-20477-4
- Fehrenbacher, Don E. Slavery, Law, and Politics: The Dred Scott Case in Historical Perspective Oxford University Press, 1981
- Fogel, Robert W. Without Consent or Contract: The Rise and Fall of American Slavery W.W. Norton, 1989. Econometric approach
- Foner, Eric. . 2005. ISBN 0-375-40259-4.
- Foner, Eric. The Fiery Trial: Abraham Lincoln and American Slavery (2010), Pulitzer Prize excerpt and text rearch （页面存档备份，存于）
- Franklin, John Hope and Schweninger. Runaway Slaves: Rebels on the Plantation. (1999) ISBN 0-19-508449-7.
- Gallay, Alan. The Indian Slave Trade (2002).
- Genovese, Eugene D. Roll, Jordan, Roll: The World the Slaves Made Pantheon Books, 1974.
- Genovese, Eugene D. The Political Economy of Slavery: Studies in the Economy and Society of the Slave South (1967)
- Genovese, Eugene D. and Elizabeth Fox-Genovese, Fruits of Merchant Capital: Slavery and Bourgeois Property in the Rise and Expansion of Capitalism (1983)
- Hahn, Steven. "The Greatest Slave Rebellion in Modern History: Southern Slaves in the American Civil War." （页面存档备份，存于） Southern Spaces (2004)
- Higginbotham, A. Leon, Jr. In the Matter of Color: Race and the American Legal Process: The Colonial Period. Oxford University Press, 1978.ISBN 0-19-502745-0
- Horton, James Oliver and Horton, Lois E. Slavery and the Making of America. (2005) ISBN 0-19-517903-X
- Kolchin, Peter. American Slavery, 1619–1877 Hill and Wang, 1993. Survey
- Litwack, Leon F. Trouble in Mind: Black Southerners in the Age of Jim Crow. (1998) ISBN 0-394-52778-X.
- Marable, Manning, How capitalism underdeveloped Black America: problems in race, political economy, and society South End Press, 2000
- Mason, Matthew. Slavery and Politics in the Early American Republic. (2006) ISBN 978-0-8078-3049-9.
- Moon, Dannell, "Slavery", article in Encyclopedia of rape, Merril D. Smith (Ed.), Greenwood Publishing Group, 2004
- Moore, Wilbert Ellis, American Negro Slavery and Abolition: A Sociological Study, Ayer Publishing, 1980
- Morgan, Edmund S. American Slavery, American Freedom: The Ordeal of Colonial Virginia  W.W. Norton, 1975.
- Morris, Thomas D. Southern Slavery and the Law, 1619–1860 University of North Carolina Press, 1996.
- Oakes, James. The Ruling Race: A History of American Slaveholders. (1982) ISBN 0-393-31705-6.
- Ransom, Roger L. Was It Really All That Great to Be a Slave? Agricultural History, Vol. 48, No. 4 (October 1974)
- Scarborough, William K. The Overseer: Plantation Management in the Old South (1984)
- Stampp, Kenneth M. The Peculiar Institution: Slavery in the Ante-Bellum South (1956) Survey
- Stampp, Kenneth M. "Interpreting the Slaveholders' World: a Review." Agricultural History 1970 44(4): 407–12. ISSN 0002-1482
- Tadman, Michael. Speculators and Slaves: Masters, Traders, and Slaves in the Old South University of Wisconsin Press, 1989.
- Wright, W. D. Historians and Slavery; A Critical Analysis of Perspectives and Irony in American Slavery and Other Recent Works Washington, D.C.: University Press of America (1978)
- Rodriguez, Junius P., ed. Encyclopedia of Slave Resistance and Rebellion. Westport, CT: Greenwood, 2007.
- Rodriguez, Junius P., ed. Encyclopedia of Emancipation and Abolition in the Transatlantic World. Armonk, NY: M.E. Sharpe, 2007.

### 州郡与地方研究
- Fields, Barbara J. Slavery and Freedom on the Middle Ground: Maryland During the Nineteenth Century Yale University Press, 1985.
- Clayton E. Jewett and John O. Allen; Slavery in the South: A State-By-State History Greenwood Press, 2004
- Jennison, Watson W. Cultivating Race: The Expansion of Slavery in Georgia, 1750–1860 (University Press of Kentucky; 2012)
- Kulikoff, Alan. Tobacco and Slaves: The Development of Southern Cultures in the Chesapeake, 1680–1800 University of North Carolina Press, 1986.
- Minges, Patrick N.; Slavery in the Cherokee Nation: The Keetoowah Society and the Defining of a People, 1855–1867 2003 deals with Indian slave owners.
- Mohr, Clarence L. On the Threshold of Freedom: Masters and Slaves in Civil War Georgia University of Georgia Press, 1986.
- Mutti Burke, Diane. . University of Georgia Press. 2010  [2014-09-01]. ISBN 978-0-8203-3683-1. （原始内容存档于2021-03-05）.
- Mooney, Chase C. Slavery in Tennessee Indiana University Press, 1957.
- Olwell, Robert. Masters, Slaves, & Subjects: The Culture of Power in the South Carolina Low Country, 1740–1790 Cornell University Press, 1998.
- Reidy, Joseph P. From Slavery to Agrarian Capitalism in the Cotton Plantation South, Central Georgia, 1800–1880 University of North Carolina Press, 1992.
- Ripley, C. Peter. Slaves and Freemen in Civil War Louisiana Louisiana State University Press, 1976.
- Rivers, Larry Eugene. Slavery in Florida: Territorial Days to Emancipation University Press of Florida, 2000.
- Sellers, James Benson; Slavery in Alabama University of Alabama Press, 1950
- Sydnor, Charles S. Slavery in Mississippi. 1933
- Takagi, Midori. Rearing Wolves to Our Own Destruction: Slavery in Richmond, Virginia, 1782–1865 University Press of Virginia, 1999.
- Taylor, Joe Gray. Negro Slavery in Louisiana. Louisiana Historical Society, 1963.
- Trexler, Harrison Anthony. Slavery in Missouri, 1804–1865 (Johns Hopkins University Press, 1914) online edition Archive.today的存檔，存档日期2012-12-15
- Wood, Peter H. Black Majority: Negroes in Colonial South Carolina from 1670 through the Stono Rebellion W.W. Norton & Company, 1974.

#### 视频
- Jenkins, Gary (director). Negroes To Hire (Lifedocumentaries, 2010) （页面存档备份，存于）; 52 minutes DVD; on slavery in Missouri

### 历史编纂学
- Ayers, Edward L. "The American Civil War, Emancipation, and Reconstruction on the World Stage," OAH Magazine of History, Jan 2006, Vol. 20, Issue 1, pp. 54–60
- Berlin, Ira. "American Slavery in History and Memory and the Search for Social Justice," Journal of American History, March 2004, Vol. 90, Issue 4, pp. 1251–1268
- Boles, John B.  and Evelyn T. Nolen, eds., Interpreting Southern History: Historiographical Essays in Honor of Sanford W. Higginbotham (1987).
- Brown, Vincent. "Social Death and Political Life in the Study of Slavery," American Historical Review, Dec 2009, Vol. 114, Issue 5, pp. 1231–49, examined historical and sociological studies since the influential 1982 book Slavery and Social Death by American sociologist Orlando Patterson
- Campbell, Gwyn. "Children and slavery in the new world: A review," Slavery & Abolition, Aug 2006, Vol. 27, Issue 2, pp. 261–85
- Dirck, Brian. "Changing Perspectives on Lincoln, Race, and Slavery," OAH Magazine of History, Oct 2007, Vol. 21, Issue 4, pp. 9–12
- Fogel, Robert W. The Slavery Debates, 1952–1990: A Retrospective (2007)
- Frey, Sylvia R. "The Visible Church: Historiography of African American Religion since Raboteau," Slavery & Abolition, Jan 2008, Vol. 29 Issue 1, pp. 83–110
- Hettle, Wallace. "White Society in the Old South: The Literary Evidence Reconsidered," Southern Studies: An Interdisciplinary Journal of the South, Fall/Winter 2006, Vol. 13, Issue 3/4, pp 29–44
- King, Richard H. "Marxism and the Slave South", American Quarterly 29 (1977), 117–31. focus on Genovese
- Kolchin, Peter. "American Historians and Antebellum Southern Slavery, 1959–1984", in William J. Cooper, Michael F. Holt, and John McCardell, eds., A Master's Due: Essays in Honor of David Herbert Donald (1985), 87–111
- Laurie, Bruce. "Workers, Abolitionists, and the Historians: A Historiographical Perspective," Labor: Studies in Working Class History of the Americas, Winter 2008, Vol. 5, Issue 4, pp .17–55, studies of white workers
- Neely Jr., Mark E. "Lincoln, Slavery, and the Nation," Journal of American History, Sept 2009, Vol. 96 Issue 2, pp. 456–58
- Parish; Peter J. Slavery: History and Historians Westview Press. 1989
- Penningroth, Dylan. "Writing Slavery's History," OAH Magazine of History, Apr 2009, Vol. 23 Issue 2, pp. 13–20, basic overview
- Sidbury, James. "Globalization, Creolization, and the Not-So-Peculiar Institution," Journal of Southern History, Aug 2007, Vol. 73, Issue 3, pp. 617–30, on colonial era
- Stuckey, P. Sterling. "Reflections on the Scholarship of African Origins and Influence in American Slavery," Journal of African American History, Fall 2006, Vol. 91 Issue 4, pp. 425–443
- Sweet, John Wood. "The Subject of the Slave Trade: Recent Currents in the Histories of the Atlantic, Great Britain, and Western Africa," Early American Studies, An Interdisciplinary Journal, Spring 2009, Vol. 7 Issue 1, pp. 1–45
- Tadman, Michael. "The Reputation of the Slave Trader in Southern History and the Social Memory of the South," American Nineteenth Century History, Sep 2007, Vol. 8, Issue 3, pp. 247–71
- Tulloch, Hugh. The Debate on the American Civil War Era (1998), ch. 2–4

### 一手资料
- Albert, Octavia V. Rogers. The House of Bondage Or Charlotte Brooks and Other Slaves. Oxford University Press,1991. Primary sources with commentary. ISBN 0-19-506784-3
  - The House of Bondage, or, Charlotte Brooks and Other Slaves, Original and Life-Like （页面存档备份，存于） complete text of original 1890 edition, along with cover & title page images, at website of University of North Carolina at Chapel Hill
- Berlin, Ira, Joseph P. Reidy, and Leslie S. Rowlands, eds. Freedom: A Documentary History of Emancipation, 1861–1867 5 vol Cambridge University Press, 1982. Very large collection of primary sources regarding the end of slavery
- Berlin, Ira, Marc Favreau, and Steven F. Miller, eds. Remembering Slavery: African Americans Talk About Their Personal Experiences of Slavery and Emancipation The New Press: 2007. ISBN 978-1-59558-228-7
- Blassingame, John W., ed. Slave Testimony: Two Centuries of Letters, Speeches, Interviews, and Autobiographies.Louisiana State University Press, 1977.
- Burke, Diane Mutti, On Slavery's Border: Missouri's Small Slaveholding Households, 1815–1865,
- De Tocqueville, Alexis. Democracy in America. (1994 Edition by Alfred A Knopf, Inc) ISBN 0-679-43134-9
- A Narrative of the Life of Frederick Douglass, an American Slave (1845) (Project Gutenberg:  （页面存档备份，存于）), (Audio book at FreeAudio.org  （页面存档备份，存于）)
- "The Heroic Slave." Autographs for Freedom. Ed. Julia Griffiths Boston: Jewett and Company, 1853. 174–239. Available at the Documenting the American South website  （页面存档备份，存于）.
- Frederick Douglass My Bondage and My Freedom (1855) (Project Gutenberg:  （页面存档备份，存于）)
- Frederick Douglass Life and Times of Frederick Douglass (1892)
- Frederick Douglass Collected Articles Of Frederick Douglass, A Slave （页面存档备份，存于） (Project Gutenberg)
- Frederick Douglass: Autobiographies by Frederick Douglass, Henry Louis Gates, Jr. Editor. (Omnibus of all three) ISBN 0-940450-79-8
- Litwack, Leon Been in the Storm So Long: The Aftermath of Slavery. (1979) Winner of the 1981 National Book Award for history and the 1980 Pulitzer Prize for History.
- Litwack, Leon North of Slavery: The Negro in the Free States, 1790–1860 (University of Chicago Press: 1961)
- Document: "List Negroes at Spring Garden with their ages taken January 1829" (title taken from document) （页面存档备份，存于）
- Missouri History Museum Archives Slavery Collection （页面存档备份，存于）
- Rawick, George P., ed. The American Slave: A Composite Autobiography . 19 vols. Greenwood Publishing Company, 1972. Collection of WPA interviews made in 1930s with ex-slaves

## 更多阅读
学术杂志
- Singleton, Theresa A., "The Archaeology of Slavery in North America" Annual Review of Anthropology, Vol. 24, (1995), pp. 119–140
- McCarthy, Thomas. "Coming to Terms with Our Past, Part II: On the Morality and Politics of Reparations for Slavery" Political Theory , Vol. 32, No. 6 (Dec., 2004) , pp. 750–772;Oral histories of ex-slaves
- Before Freedom When I Just Can Remember: Twenty-seven Oral Histories of Former South Carolina Slaves Belinda Hurmence, 1989. ISBN 0-89587-069-X
- Before Freedom: Forty-Eight Oral Histories of Former North & South Carolina Slaves. Belinda Hurmence. Mentor Books: 1990. ISBN 0-451-62781-4
- God Struck Me Dead, Voices of Ex-Slaves Clifton H. Johnson ISBN 0-8298-0945-7;Literary and cultural criticism
- Ryan, Tim A. Calls and Responses: The American Novel of Slavery since Gone with the Wind. Baton Rouge: Louisiana State University Press, 2008.
- Van Deburg, William. Slavery and Race in American Popular Culture. Madison: University of Wisconsin Press, 1984.